# Đại chấp chính San Marino
Đại chấp chính (tiếng Ý: Capitani reggenti) là vị trí của hai người đứng đầu nhà nước Cộng hòa San Marino. Họ được bầu mỗi sáu tháng bởi Đại nghị hội (tiếng Ý: Consiglio Grande e Generale) - quốc hội của San Marino. Thông thường các đại chấp chính được chọn từ các phe đối lập và có nhiệm kỳ sáu tháng. Việc tuyển chọn các đại chấp chính luôn diễn ra ngày 1 tháng 4 và ngày 1 tháng 10 hàng năm. Truyền thống này bắt đầu từ năm 1243.
Mô hình lưỡng đầu chế (diarchy) bắt nguồn trực tiếp từ phong tục của Cộng hòa La Mã, tương đương với các chấp chính quan (tiếng Latinh: Consul) thời La Mã cổ.

## Lịch sử
Việc hình thành chức vụ Đại chấp chính bắt đầu từ nửa đầu thế kỷ XIII, khi đó các đại chấp chính có vai trò giữ gìn công lý, một nhiệm vụ tương tự như thẩm quyền của các thẩm phán ngày nay. Trong thời kỳ đó, họ được gọi là Chấp chính quan (consul), một danh xưng bắt nguồn từ La Mã cổ đại. Hai vị chấp chính quan đầu tiên được Đại nghị hội bầu ra vào ngày 12 tháng 12 năm 1243 với nhiệm kỳ sáu tháng, một truyền thống vẫn còn được duy trì cho đến tận ngày nay.
| Năm      | Học kỳ.          | Chấp chính                                                                                           | Chấp chính                                                                                           |
| -------- | ---------------- | --- | --- |
| 1243     | 10 tháng         | Oddone Scarito                                                                                       | Filippo da Sterpeto                                                                                  |
| 1253     | 4 tháng          | Oddone Scarito                                                                                       | Andrea Superchj                                                                                      |
| 1254     | 4 tháng          | Taddeo di Giovani Ardelj                                                                             | |
| 1286     | 4 tháng          | Ugolino Baracone                                                                                     | |
| 1302     | 4 tháng          | Giovanni di Causetta Giannini                                                                        | |
| 1303     | 4 tháng          | Arimino Baracone                                                                                     | Simone da Sterpeto                                                                                   |
| 1321     | 4 tháng          | Venturuccio di Giannuccio                                                                            | |
| 1323     | 4 tháng          | Giovanni di Causetta Giannini                                                                        | Ugolino Fornaro                                                                                      |
| 1325     |                  | Ser Bonanni Notaio                                                                                   | Mule Acatolli di Piandavello                                                                         |
| 1331     | 4 tháng          | Ugucciolo da Valdragone                                                                              | |
| 1336     |                  | Venturuzzo di Franceschino                                                                           | Muzolo da Bauti                                                                                      |
| 1337     | 10 tháng         | Bentivegna da Valle                                                                                  | Foschino di Novello                                                                                  |
| 1338     | 10 tháng         | Denaro Madroni                                                                                       | Fosco Raffanelli                                                                                     |
| 1339     | 4 tháng          | Ricevuto                                                                                             | Gioagnolo di Acaptolo                                                                                |
| 1341     | 4 tháng          | Bentivegna                                                                                           | Zanutino                                                                                             |
| 1342     | 10 tháng         | Ricevuto di Ughetto                                                                                  | Foschino di Filipuccio                                                                               |
| 1343     |                  | Franzolino di Chillo                                                                                 | Cecco di Chillo                                                                                      |
| 1347     |                  | Foschino Calcigni                                                                                    | |
| 1351     | 4 tháng          | Francesco Pistorj                                                                                    | Ciapetta di Novello                                                                                  |
| 1353     | 4 tháng          | Giovanni di Guiduccio                                                                                | Nino di Simonino                                                                                     |
| 1356     | 4 tháng          | Gioagnolo di Acaptolo                                                                                | Paolo di Ceccolo                                                                                     |
| 1357     |                  | Giovanni di Guiduccio                                                                                | Foschino Calcigni                                                                                    |
| 1357     |                  | Giovanni di Bianco                                                                                   | |
| 1359     | 10 tháng         | Giovanni di Guiduccio                                                                                | Corbello di Vita                                                                                     |
| 1360     |                  | Ciapetta di Novello                                                                                  | Nino di Simonino                                                                                     |
| 1360     |                  | Foschino Calcigni                                                                                    | Giovanni di Bianco                                                                                   |
| 1362     | 10 tháng         | Guidino di Giovanni                                                                                  | Giovanni di Guiduccio                                                                                |
| 1363     | 4 tháng          | Giovanni di Bianco                                                                                   | Nino di Simonino                                                                                     |
| 1364     |                  | Guidino di Giovanni                                                                                  | Cecco di Chillo                                                                                      |
| 1364     |                  | Foschino Calcigni                                                                                    | Corbello Giannini                                                                                    |
| 1365     | 10 tháng         | Gioagnolo di Acaptolo                                                                                | Ugolino di Giovanni Vanioli                                                                          |
| 1366     | 4 tháng          | Nicolino di Ariminuccio                                                                              | Vanne di Nomaiolo                                                                                    |
| 1366     | 10 tháng         | Bartolino di Giovanni di Bianco                                                                      | Nino di Simonino                                                                                     |
| 1367     | 4 tháng          | Guidino di Giovanni                                                                                  | Paolo di Ceccolo                                                                                     |
| 1367     | 10 tháng         | Gioagnolo di Ugolinuccio                                                                             | Ghino Fabbro                                                                                         |
| 1368     | 4 tháng          | Muciolino di Ciolo                                                                                   | Giovanni di Riguccio                                                                                 |
| 1368     | 10 tháng         | Orbello di Vita Giannini                                                                             | Ugolino di Giovanni Vanioli                                                                          |
| 1369     | 4 tháng          | Mignone Bauto                                                                                        | Lunardino di Bernardo Fabbro                                                                         |
| 1369     | 10 tháng         | Gioagnolo di Ugolinuccio                                                                             | Giovanni di Riguccio                                                                                 |
| 1370     | 4 tháng          | Ciappetta di Novello                                                                                 | Ugolino di Giovanni                                                                                  |
| 1370     | 10 tháng         | Guidino di Giovanni                                                                                  | Paolo di Ceccolo                                                                                     |
| 1371     | 4 tháng          | Nino di Simonino                                                                                     | Maxio di Tonso Alberghetti                                                                           |
| 1371     | 10 tháng         | Mucciolino di Ciolo                                                                                  | Bartolino di Giovanni di Bianco                                                                      |
| 1372     | 4 tháng          | Corbello di Vita Giannini                                                                            | Mignone Bauto                                                                                        |
| 1372     | 10 tháng         | Giovanni di Riguccio                                                                                 | Martino di Guerolo Pistorj                                                                           |
| 1373     | 4 tháng          | Ugolino di Giovanni                                                                                  | Lunardino di Bernardo                                                                                |
| 1373     | 10 tháng         | Paolo di Ceccolo                                                                                     | Antonio di Mula                                                                                      |
| 1374     | 4 tháng          | Andrea di Nanne                                                                                      | Guidino di Giovanni                                                                                  |
| 1374     | 10 tháng         | Giovanni di Riguccio                                                                                 | Gozio di Mucciolino                                                                                  |
| 1375     | 4 tháng          | Ugolino di Giovanni                                                                                  | Paolino di Giovanni di Bianco                                                                        |
| 1378     | 4 tháng          | Lunardino di Bernardo                                                                                | Simone di Belluzzo                                                                                   |
| 1378     | 10 tháng         | Gozio di Mucciolino                                                                                  | Ondedeo di Tonso                                                                                     |
| 1380     | 10 tháng         | Paolo di Ceccolo                                                                                     | Bartolino di Antonio                                                                                 |
| 1381     | 4 tháng          | Lunardino di Bernardo                                                                                | Samperino di Giovanni                                                                                |
| 1381     | 10 tháng         | Maxio di Tonso                                                                                       | Niccolò di Giove                                                                                     |
| 1382     | 4 tháng          | Ugolino di Giovanni                                                                                  | Giovanni di Andrea                                                                                   |
| 1382     | 10 tháng         | Giangio di Ceccolo                                                                                   | Bernardo di Guerolo                                                                                  |
| 1383     | 4 tháng          | Paolino di Giovanni di Bianco                                                                        | Guidino di Foschino                                                                                  |
| 1383     | 10 tháng         | Lunardino di Bernardo                                                                                | Giannino di Cavalluccio                                                                              |
| 1384     | 4 tháng          | Samperino di Giovanni                                                                                | Martino di Guerolo de' Pistorj                                                                       |
| 1384     | 10 tháng         | Paolo di Ceccolo                                                                                     | Benetino di Fosco                                                                                    |
| 1386     | 4 tháng          | Giovanni di Francesco                                                                                | Gozio di Mucciolino                                                                                  |
| 1390     | 10 tháng         | Gozio di Mucciolino                                                                                  | Bartolino di Antonio                                                                                 |
| 1391     | 4 tháng          | Giovanni di Francesco                                                                                | Menguccio di Simonino                                                                                |
| 1391     | 10 tháng         | Maxio di Tonso                                                                                       | Lunardino di Bernardo                                                                                |
| 1392     | 4 tháng          | Paolo di Ceccolo                                                                                     | Simone di Belluzzo                                                                                   |
| 1392     | 10 tháng         | Samperino di Giovanni                                                                                | Giannino di Cavalluccio                                                                              |
| 1393     | 4 tháng          | Gozio di Mucciolino                                                                                  | Antonio Tegna                                                                                        |
| 1393     | 10 tháng         | Bartolino di Antonio                                                                                 | Nicolò di Giove                                                                                      |
| 1394     | 4 tháng          | Lunardino di Bernardo                                                                                | Martino di Guerolo de' Pistorj                                                                       |
| 1394     | 10 tháng         | Ugolino di Giovanni                                                                                  | Cecco di Alessandro                                                                                  |
| 1395     | 4 tháng          | Vita di Corbello                                                                                     | Giovanni di Andrea                                                                                   |
| 1395     | 10 tháng         | Simone di Belluzzo                                                                                   | Rigone di Giovanni                                                                                   |
| 1396     | 4 tháng          | Samperino di Giovanni                                                                                | Giovanni di Francesco                                                                                |
| 1396     | 10 tháng         | Paolino di Giovanni di Bianco                                                                        | Giovanni di Pasino                                                                                   |
| 1397     | 4 tháng          | Bartolino di Antonio                                                                                 | Giacomino di Paolo                                                                                   |
| 1397     | 10 tháng         | Nicolò di Giove                                                                                      | Marino di Ghino Fabbro                                                                               |
| 1398     | 4 tháng          | Marino di Fosco                                                                                      | Giovanni di Andrea                                                                                   |
| 1398     | 10 tháng         | Gozio di Mucciolino                                                                                  | Rigone di Giovanni                                                                                   |
| 1399     | 4 tháng          | Giovanni di Guidino                                                                                  | Simone di Belluzzo                                                                                   |
| 1399     | 10 tháng         | Martino di Guerolo de' Pistorj                                                                       | Antonio di Tegna                                                                                     |
| 1400     | 4 tháng          | Paolino di Giovanni di Bianco                                                                        | Francesco di Corbello                                                                                |
| 1400     | 10 tháng         | Ugolino di Giovanni                                                                                  | Betto di Guerolo                                                                                     |
| 1401     | 4 tháng          | Giovanni di Francesco                                                                                | Bettino di Paolo                                                                                     |
| 1401     | 10 tháng         | Bartolino di Antonio                                                                                 | Michelino di Paoluccio                                                                               |
| 1402     | 4 tháng          | Gozio di Mucciolino                                                                                  | Landolino di Nicolino                                                                                |
| 1402     | 10 tháng         | Simone di Menghino                                                                                   | Rigone di Giovanni                                                                                   |
| 1403     | 4 tháng          | Vita di Corbello                                                                                     | Simone di Belluzzo                                                                                   |
| 1403     | 10 tháng         | Martino di Guerolo de' Pistorj                                                                       | Antonio Lunardini                                                                                    |
| 1404     | 4 tháng          | Paolino di Giovanni Bianco                                                                           | Betto di Tura                                                                                        |
| 1404     | 10 tháng         | Antonio di Tegna                                                                                     | Antonio di Marino di Fosco                                                                           |
| 1405     | 4 tháng          | Giovanni di Guidino (died during his term, replaced by Michele di Giovanni)                          | Bettino di Paolo                                                                                     |
| 1405     | 10 tháng         | Marino di Ghino                                                                                      | Foschino di Benedetto Madroni                                                                        |
| 1406     | 4 tháng          | Giovanni di Francesco de' Pistorj                                                                    | Giovanni di Nino de' Gherardi                                                                        |
| 1406     | 10 tháng         | Antonio Lunardini                                                                                    | Giovanni di Pasino                                                                                   |
| 1407     | 4 tháng          | Gozio di Mucciolino                                                                                  | Giovanni di Cecco di Alessandro                                                                      |
| 1407     | 10 tháng         | Paolino di Giovanni di Bianco                                                                        | Michelino di Paoluccio                                                                               |
| 1408     | 4 tháng          | Bartolino di Antonio                                                                                 | Michelino di Berardo                                                                                 |
| 1408     | 10 tháng         | Simone di Menghino de' Calcigni                                                                      | Benedetto di Tosetto                                                                                 |
| 1409     | 4 tháng          | Giovanni di Francesco                                                                                | Giacomino di Paolo                                                                                   |
| 1409     | 10 tháng         | Rigone di Giovanni                                                                                   | Antonio di Tegna                                                                                     |
| 1410     | 4 tháng          | Vita di Corbello                                                                                     | Bettino di Paolo                                                                                     |
| 1410     | 10 tháng         | Michelino di Paoluccio                                                                               | Sante Lunardini                                                                                      |
| 1411     | 4 tháng          | Simone di Belluzzo                                                                                   | Antonio di Marino di Fosco                                                                           |
| 1411     | 10 tháng         | Paolo di Carbone                                                                                     | Giovanni di Pasino Benvegnudi                                                                        |
| 1412     | 4 tháng          | Simone di Menghino de' Calcigni                                                                      | Foschino di Benedetto Madroni                                                                        |
| 1412     | 10 tháng         | Antonio di Segna                                                                                     | Giovanni di Ugolino di Giovanni                                                                      |
| 1413     | 4 tháng          | Paolino di Giovanni di Bianco                                                                        | Giovanni di Paolino Vitola                                                                           |
| 1413     | 10 tháng         | Francesco di Bartoccino                                                                              | Michelino di Paoluccio                                                                               |
| 1414     | 4 tháng          | Antonio Lunardini                                                                                    | Antonio di Marino di Fosco                                                                           |
| 1414     | 10 tháng         | Benedetto di Tosetto                                                                                 | Michelino di Berardo                                                                                 |
| 1415     | 4 tháng          | Bettino di Paolo                                                                                     | Silvestro di Cecco                                                                                   |
| 1415     | 10 tháng         | Paolino di Giovanni di Bianco                                                                        | Antonio di Simone Belluzzi                                                                           |
| 1416     | 4 tháng          | Antonio Lunardini                                                                                    | Giovanni di Paolino Vitola                                                                           |
| 1416     | 10 tháng         | Michelino di Paoluccio                                                                               | Giovanni di Pasino Benvegnudi                                                                        |
| 1417     | 4 tháng          | Simone di Menghino Calcigni                                                                          | Foschino di Benedetto Madroni                                                                        |
| 1417     | 10 tháng         | Giovanni di Ugolino di Giovanni                                                                      | Cecco di Marino di Fosco                                                                             |
| 1418     | 4 tháng          | Sante Lunardini                                                                                      | Bettino di Paolo                                                                                     |
| 1418     | 10 tháng         | Antonio di Marino di Fosco                                                                           | Antonio di Tegna                                                                                     |
| 1419     | 4 tháng          | Paolino di Giovanni di Bianco                                                                        | Foschino di Benedetto Madroni                                                                        |
| 1419     | 10 tháng         | Giovanni di Paolino Vitola                                                                           | Benedetto di Tosetto                                                                                 |
| 1420     | 4 tháng          | Antonio di Tegna                                                                                     | Cristofaro di Paolo Carboni                                                                          |
| 1420     | 10 tháng         | Antonio di Marino di Fosco                                                                           | Antonio Giannini                                                                                     |
| 1421     | 4 tháng          | Antonio di Simone Belluzzi                                                                           | Giovanni di Pasino Benvegnudi                                                                        |
| 1421     | 10 tháng         | Bettino di Paolo                                                                                     | Sante Lunardini                                                                                      |
| 1422     | 4 tháng          | Cristofaro di Paolo Carboni                                                                          | Antonio Giannini                                                                                     |
| 1422     | 10 tháng         | Francesco di Bartoccino                                                                              | Antonio di Benedetto Tosetto                                                                         |
| 1423     | 4 tháng          | Antonio Lunardini                                                                                    | Simone di Menghino Calcigni                                                                          |
| 1423     | 10 tháng         | Antonio di Marino Di Fosco                                                                           | Giovanni di Paolino Vitola                                                                           |
| 1424     | 4 tháng          | Antonio di Tegna                                                                                     | Antonio di Simone Belluzzi                                                                           |
| 1424     | 10 tháng         | Sante Lunardini                                                                                      | Baldassarre di Giovanni                                                                              |
| 1425     | 4 tháng          | Giovanni di Paolino                                                                                  | Antonio di Rigo                                                                                      |
| 1425     | 10 tháng         | Antonio di Marino di Fosco                                                                           | Lorenzo di Piero                                                                                     |
| 1426     | 4 tháng          | Francesco di Bartoccino                                                                              | Francesco di Simone Belluzzi                                                                         |
| 1426     | 10 tháng         | Sante Lunardini                                                                                      | Francesco di Betto                                                                                   |
| 1427     | 4 tháng          | Cristofaro di Paolo                                                                                  | Antonio di Benedetto                                                                                 |
| 1427     | 10 tháng         | Giovanni di Pasino                                                                                   | Andrea di Cecco                                                                                      |
| 1428     | 4 tháng          | Antonio di Tegna                                                                                     | Antonio di Marino di Fosco                                                                           |
| 1428     | 10 tháng         | Sante Lunardini                                                                                      | Antonio Giannini                                                                                     |
| 1429     | 4 tháng          | Antonio di Rigo                                                                                      | Andrea di Cecco                                                                                      |
| 1429     | 10 tháng         | Antonio di Simone Belluzzi                                                                           | Giovanni di Pasino Benvegnudi                                                                        |
| 1430     | 4 tháng          | Francesco di Simone Belluzzi                                                                         | Giovanni di Antonio                                                                                  |
| 1430     | 10 tháng         | Sante Lunardini                                                                                      | Benetino di Paolino                                                                                  |
| 1431     | 4 tháng          | Antonio di Simone Belluzzi                                                                           | Antonio di Rigo                                                                                      |
| 1431     | 10 tháng         | Giovanni di Antonio                                                                                  | Antonio di Bartolino                                                                                 |
| 1432     | 4 tháng          | Luigi di Vita                                                                                        | Baldassarre di Giovanni                                                                              |
| 1432     | 10 tháng         | Sante Lunardini                                                                                      | Tommaso di Antonio                                                                                   |
| 1433     | 4 tháng          | Antonio di Simone Belluzzi                                                                           | Andrea di Cecco                                                                                      |
| 1433     | 10 tháng         | Antonio di Benedetto                                                                                 | Barnaba di Antonio Lunardini                                                                         |
| 1434     | 4 tháng          | Andrea di Michelino                                                                                  | Francesco di Betto                                                                                   |
| 1434     | 10 tháng         | Benetino di Paolino                                                                                  | Luigi di Vita                                                                                        |
| 1435     |                  | Giovanni di Antonio Lunardini                                                                        | Ciono di Giovanni                                                                                    |
| 1436     | 4 tháng          | Antonio di Simone Belluzzi                                                                           | Antonio Giannini                                                                                     |
| 1436     | 10 tháng         | Francesco di Simone Belluzzi                                                                         | Michele di Giovanni                                                                                  |
| 1437     | 4 tháng          | Andrea di Cecco                                                                                      | Francesco di Bartolo                                                                                 |
| 1437     | 10 tháng         | Francesco di Menghino                                                                                | Giovanni di Antonio                                                                                  |
| 1438     | 4 tháng          | Niccolò di Michelino                                                                                 | Barnaba di Antonio Lunardini                                                                         |
| 1438     | 10 tháng         | Tommaso di Antonio                                                                                   | Antonio di Simone Belluzzi                                                                           |
| 1439     | 4 tháng          | Luigi di Vita                                                                                        | Niccolò di Sabattino                                                                                 |
| 1439     | 10 tháng         | Sante Lunardini                                                                                      | Bianco di Antonio                                                                                    |
| 1440     | 4 tháng          | Barnaba di Antonio Lunardini                                                                         | Antonio Giannini                                                                                     |
| 1440     | 10 tháng         | Antonio di Simone Belluzzi                                                                           | Giacomo d'Antonio Sammaritani                                                                        |
| 1441     | 4 tháng          | Filippo di Giovanni Caccia                                                                           | Niccolò di Michelino                                                                                 |
| 1441     | 10 tháng         | Marino Calcigni                                                                                      | Tommaso di Antonio                                                                                   |
| 1442     | 4 tháng          | Francesco di Simone Belluzzi                                                                         | Cecco di Giovanni da Valle                                                                           |
| 1442     | 10 tháng         | Michele di Giovanni di Pasino                                                                        | Bianco di Antonio                                                                                    |
| 1443     | 4 tháng          | Barnaba di Antonio Lunardini                                                                         | Mengo di Antonio                                                                                     |
| 1443     | 10 tháng         | Luigi di Vita                                                                                        | Menghino di Francesco Calcigni                                                                       |
| 1444     | 4 tháng          | Francesco di Niccolò                                                                                 | Giacomo d'Antonio Sammaritani                                                                        |
| 1444     | 10 tháng         | Antonio di Simone Belluzzi                                                                           | Cecco di Giovanni da Valle                                                                           |
| 1445     | 4 tháng          | Niccolò di Michelino                                                                                 | Bartolo di Francesco                                                                                 |
| 1445     | 10 tháng         | Cristofaro di Paolo                                                                                  | Antonio Giannini                                                                                     |
| 1446     | 4 tháng          | Giacomo d'Antonio Sammaritani                                                                        | Bartolo di Angelo di Ciono                                                                           |
| 1446     | 10 tháng         | Bianco d'Antonio                                                                                     | Cecco di Giovanni da Valle                                                                           |
| 1447     | 4 tháng          | Menghino di Francesco Calcigni                                                                       | Marino di Fosco (died during his term, replaced by Vita di Giovanni di Paolino)                      |
| 1447     | 10 tháng         | Francesco di Niccolò                                                                                 | Filippo di Antonio Madroni                                                                           |
| 1448     | 4 tháng          | Barnaba di Antonio Lunardini                                                                         | Giacomo d'Antonio Sammaritani                                                                        |
| 1448     | 10 tháng         | Baldassarre di Giovanni                                                                              | Cecco di Giovanni da Valle                                                                           |
| 1449     | 4 tháng          | Bartolo di Angelo di Ciono                                                                           | Venturuccio di Lorenzo                                                                               |
| 1449     | 10 tháng         | Bianco di Antonio                                                                                    | Simone di Antonio Belluzzi                                                                           |
| 1450     | 4 tháng          | Francesco di Simone Belluzzi                                                                         | Matteo di Mucciolo (died during his term, replaced by Marino di Venturino)                           |
| 1450     | 10 tháng         | Menghino di Francesco Calcigni                                                                       | Mengo di Antonio                                                                                     |
| 1451     | 4 tháng          | Cecco di Giovanni da Valle                                                                           | Simone di Antonio Belluzzi                                                                           |
| 1451     | 10 tháng         | Niccolò di Michelino                                                                                 | Paolo di Angelo di Ciono                                                                             |
| 1452     | 4 tháng          | Giacomo d'Antonio Sammaritani                                                                        | Andrea di Cecco                                                                                      |
| 1452     | 10 tháng         | Cecco di Giovanni da Valle                                                                           | Simone di Marino di Giovanni                                                                         |
| 1453     | 4 tháng          | Simone di Antonio Belluzzi                                                                           | Bartolo di Michele                                                                                   |
| 1453     | 10 tháng         | Menghino di Francesco Calcigni                                                                       | Filippo di Antonio Madroni                                                                           |
| 1454     | 4 tháng          | Bartolo di Antonio Tegna                                                                             | Girolamo di Francesco Belluzzi                                                                       |
| 1454     | 10 tháng         | Cecco di Giovanni da Valle                                                                           | Francesco di Giuliano Righi                                                                          |
| 1455     | 4 tháng          | Simone di Antonio Belluzzi                                                                           | Andrea di Cecco                                                                                      |
| 1455     | 10 tháng         | Giacomo d'Antonio Samaritani                                                                         | Bartolo di Giovanni di Casalino                                                                      |
| 1456     | 4 tháng          | Girolamo di Francesco Belluzzi                                                                       | Riccio di Andrea                                                                                     |
| 1456     | 10 tháng         | Niccolò di Michelino                                                                                 | Girolamo di Antonio                                                                                  |
| 1457     | 4 tháng          | Bianco di Antonio                                                                                    | Bartolo di Michele                                                                                   |
| 1457     | 10 tháng         | Simone di Antonio Belluzzi                                                                           | Marino di Venturino                                                                                  |
| 1458     | 4 tháng          | Girolamo di Francesco Belluzzi                                                                       | Cecco di Giovanni da Valle                                                                           |
| 1458     | 10 tháng         | Menghino di Francesco Calcigni                                                                       | Andrea di Cecco (died 1459 and replaced by Bartolo di Michele Pasini)                                |
| 1459     | 4 tháng          | Bianco di Antonio                                                                                    | Bartolo di Antonio                                                                                   |
| 1459     | 10 tháng         | Giacomo d'Antonio Sammaritani                                                                        | Polinoro di Antonio Lunardino                                                                        |
| 1460     | 4 tháng          | Marino di Venturino                                                                                  | Riccio di Andrea                                                                                     |
| 1460     | 10 tháng         | Cecco di Giovanni da Valle                                                                           | Simone di Marino di Giovanni                                                                         |
| 1461     | 4 tháng          | Simone di Antonio Belluzzi                                                                           | Francesco di Giovanni Sabattini                                                                      |
| 1461     | 10 tháng         | Menetto di Menetto Bonelli                                                                           | Bianco di Antonio                                                                                    |
| 1462     | 4 tháng          | Bartolo di Antonio                                                                                   | Marino di Antonio Giannini                                                                           |
| 1462     | 10 tháng         | Giacomo di Antonio Sammaritani                                                                       | Riccio di Andrea                                                                                     |
| 1463     | 4 tháng          | Girolamo di Francesco Belluzzi                                                                       | Maurizio di Antonio                                                                                  |
| 1463     | 10 tháng         | Cecco di Giovanni da Valle                                                                           | Pasquino di Antonio                                                                                  |
| 1464     | 4 tháng          | Marino Venturini                                                                                     | Simone di Cecco di Benetto                                                                           |
| 1464     | 10 tháng         | Simone di Antonio Belluzzi                                                                           | Giovanni Calcigni                                                                                    |
| 1465     | 4 tháng          | Bianco di Antonio                                                                                    | Paolo di Angelo di Ciono                                                                             |
| 1465     | 10 tháng         | Bartolo di Antonio                                                                                   | Simone di Baldo                                                                                      |
| 1466     | 4 tháng          | Pasquino di Antonio                                                                                  | Marino di Venturino                                                                                  |
| 1466     | 10 tháng         | Girolamo di Francesco Belluzzi                                                                       | Cecco di Giovanni da Valle                                                                           |
| 1467     | 4 tháng          | Giacomo di Marino                                                                                    | Riccio di Andrea                                                                                     |
| 1467     | 10 tháng         | Simone di Antonio Belluzzi                                                                           | Maurizio di Antonio                                                                                  |
| 1468     | 4 tháng          | Marino di Venturino                                                                                  | Marino Giangi                                                                                        |
| 1468     | 10 tháng         | Lodovico di Marino Calcigni                                                                          | Cecco di Giovanni da Valle                                                                           |
| 1469     | 4 tháng          | Bianco di Antonio                                                                                    | Simone di Marino di Giovanni                                                                         |
| 1469     | 10 tháng         | Bartolo di Antonio                                                                                   | Menetto di Menetto Bonelli                                                                           |
| 1470     | 4 tháng          | Girolamo di Francesco Belluzzi                                                                       | Paolo di Angelo di Ciono                                                                             |
| 1470     | 10 tháng         | Fabrizio di Pier Leone Corbelli                                                                      | Riccio di Andrea                                                                                     |
| 1471     | 4 tháng          | Giacomo di Marino                                                                                    | Cecco di Giovanni da Valle                                                                           |
| 1471     | 10 tháng         | Giacomo d'Antonio Sammaritani                                                                        | Marino di Venturino                                                                                  |
| 1472     | 4 tháng          | Maurizio di Antonio                                                                                  | Sabatino di Bianco                                                                                   |
| 1472     | 10 tháng         | Girolamo di Francesco Belluzzi                                                                       | Simone di Antonio Belluzzi                                                                           |
| 1473     | 4 tháng          | Cecco di Giovanni da Valle                                                                           | Serafino di Michele                                                                                  |
| 1473     | 10 tháng         | Menetto di Menetto Bonelli                                                                           | Sabatino di Bianco                                                                                   |
| 1474     | 4 tháng          | Bartolo di Antonio                                                                                   | Pasquino di Antonio                                                                                  |
| 1474     | 10 tháng         | Serafino di Michele                                                                                  | Marino di Antonio Giannini                                                                           |
| 1475     | 4 tháng          | Simone di Antonio Belluzzi                                                                           | Simone di Cecco di Benetto                                                                           |
| 1475     | 10 tháng         | Antonio di Marino                                                                                    | Simone di Marino di Giovanni                                                                         |
| 1476     | 4 tháng          | Bianco di Antonio                                                                                    | Giovanni di Menghino Calcigni                                                                        |
| 1476     | 10 tháng         | Bartolo di Antonio                                                                                   | Marino di Venturino                                                                                  |
| 1477     | 4 tháng          | Simone di Cecco Benetto                                                                              | Marino di Antonio Giannini                                                                           |
| 1477     | 10 tháng         | Simone di Antonio Belluzzi                                                                           | Lodovico di Michele Pasini                                                                           |
| 1478     | 4 tháng          | Giovanni di Menghino Calcigni                                                                        | Simone di Marino di Giovanni                                                                         |
| 1478     | 10 tháng         | Marino di Venturino                                                                                  | Sabatino di Bianco                                                                                   |
| 1479     | 4 tháng          | Antonio di Marino                                                                                    | Evangelista di Girolamo Belluzzi                                                                     |
| 1479     | 10 tháng         | Menetto di Menetto Bonelli                                                                           | Fabrizio di Pier Leone Corbelli                                                                      |
| 1480     | 4 tháng          | Riccio di Andrea                                                                                     | Marino Samaritani                                                                                    |
| 1480     | 10 tháng         | Evangelista di Girolamo Belluzzi                                                                     | Antonio di Polinoro Lunardini                                                                        |
| 1481     | 4 tháng          | Marino di Venturino                                                                                  | Fabrizio di Pier Leone Corbelli                                                                      |
| 1481     | 10 tháng         | Bartolo di Antonio                                                                                   | Maurizio di Antonio Lunardini                                                                        |
| 1482     | 4 tháng          | Simone di Antonio Belluzzi                                                                           | Marino Sammaritani                                                                                   |
| 1482     | 10 tháng         | Evangelista di Girolamo Belluzzi                                                                     | Antonio di Polinoro Lunardini                                                                        |
| 1483     | 4 tháng          | Antonio di Marino                                                                                    | Marino di Antonio Giannini                                                                           |
| 1483     | 10 tháng         | Giovanni di Menghino Calcigni                                                                        | Antonio di Girolamo                                                                                  |
| 1484     | 4 tháng          | Riccio di Andrea di Antonio                                                                          | Simone di Marino di Giovanni                                                                         |
| 1484     | 10 tháng         | Giacomo di Marino                                                                                    | Marino Giangi                                                                                        |
| 1485     | 4 tháng          | Maurizio di Antonio Lunardini                                                                        | Bartolo di Pasquino                                                                                  |
| 1485     | 10 tháng         | Sabatino di Bianco                                                                                   | Cristoforo di Cecco di Vita                                                                          |
| 1486     | 4 tháng          | Menetto di Menetto Bonelli                                                                           | Valente di Paolo                                                                                     |
| 1486     | 10 tháng         | Antonio di Bianco                                                                                    | Marino Sammaritani                                                                                   |
| 1487     | 4 tháng          | Evangelista di Girolamo Belluzzi                                                                     | Marino di Simone Muccioli                                                                            |
| 1487     | 10 tháng         | Simone di Antonio Belluzzi                                                                           | Antonio di Polinoro Lunardini                                                                        |
| 1488     | 4 tháng          | Bartolo di Antonio                                                                                   | Fabrizio di Pier Leone Corbelli                                                                      |
| 1488     | 10 tháng         | Simone di Antonio Belluzzi                                                                           | Francesco di Antonio di Anastasio                                                                    |
| 1489     | 4 tháng          | Giacomo di Marino                                                                                    | Antonio di Girolamo                                                                                  |
| 1489     | 10 tháng         | Marino di Antonio Giannini                                                                           | Gabriele di Bartolo                                                                                  |
| 1490     | 4 tháng          | Antonio di Maurizio Lunardini                                                                        | Sabatino di Bianco                                                                                   |
| 1490     | 10 tháng         | Giovanni di Menghino Calcigni                                                                        | Marino Giangi                                                                                        |
| 1491     | 4 tháng          | Antonio di Bianco                                                                                    | Marino di Simone Muccioli                                                                            |
| 1491     | 10 tháng         | Menetto di Menetto Bonelli                                                                           | Matteo Tura                                                                                          |
| 1492     | 4 tháng          | Riccio di Andrea                                                                                     | Fabrizio di Pier Leone Corbelli                                                                      |
| 1492     | 10 tháng         | Cristoforo di Cecco di Vita                                                                          | Bonifazio di Andrea                                                                                  |
| 1493     | 4 tháng          | Evangelista di Girolamo Belluzzi                                                                     | Valente di Paolo                                                                                     |
| 1493     | 10 tháng         | Menetto di Menetto Bonelli                                                                           | Francesco di Antonio di Anastasio                                                                    |
| 1494     | 4 tháng          | Antonio di Girolamo                                                                                  | Marino di Simone Muccioli                                                                            |
| 1494     | 10 tháng         | Antonio di Maurizio Lunardini                                                                        | Marino di Niccolò di Giovanetto                                                                      |
| 1495     | 4 tháng          | Evangelista di Girolamo Belluzzi                                                                     | Antonio di Polinoro Lunardini                                                                        |
| 1495     | 10 tháng         | Marino di Antonio Giannini                                                                           | Antonio di Simone Belluzzi                                                                           |
| 1496     | 4 tháng          | Fabrizio di Pier Leone Corbelli                                                                      | Sabatino di Bianco                                                                                   |
| 1496     | 10 tháng         | Cristofaro di Cecco di Vita                                                                          | Bonifazio di Andrea                                                                                  |
| 1497     | 4 tháng          | Antonio di Bianco                                                                                    | Andrea di Giorgio Loli                                                                               |
| 1497     | 10 tháng         | Matteo Tura                                                                                          | Antonio di Bartolomeo                                                                                |
| 1498     | 4 tháng          | Giovanni di Menghino Calcigni                                                                        | Valente di Paolo                                                                                     |
| 1498     | 10 tháng         | Antonio di Girolamo                                                                                  | Marino di Antonio Giannini                                                                           |
| 1499     | 4 tháng          | Marino di Niccolò di Giovanetto                                                                      | Antonio di Maurizio Lunardini                                                                        |
| 1499     | 10 tháng         | Cristoforo di Cecco di Vita                                                                          | Bonifazio di Andrea                                                                                  |
| 1500     | 4 tháng          | Menetto di Menetto Bonelli                                                                           | Antonio di Maurizio Lunardini                                                                        |
| 1500     | 10 tháng         | Francesco di Girolamo Belluzzi                                                                       | Simone di Antonio Belluzzi                                                                           |
| 1501     | 4 tháng          | Antonio di Polinoro Lunardini                                                                        | Fabrizio di Pier Leone Corbelli                                                                      |
| 1501     | 10 tháng         | Cristoforo di Giacomino di Bartolo                                                                   | Biagio di Bartolo Pasini                                                                             |
| 1502     | 4 tháng          | Antonio di Girolamo                                                                                  | Gabriele di Bartolo                                                                                  |
| 1502     | 10 tháng         | Giuliano di Bartolomeo                                                                               | Angelo di Paolo Fabbri                                                                               |
| 1503     | 4 tháng          | Antonio di Bianco                                                                                    | Bartolo di Antonio                                                                                   |
| 1503     | July             | Simone di Antonio Belluzzi                                                                           | Giovanni di Cristoforo di Vita                                                                       |
| 1503     | 10 tháng         | Francesco di Girolamo                                                                                | Bonifazio di Andrea                                                                                  |
| 1504     | 4 tháng          | Fabrizio di Pier Leone Corbelli                                                                      | Marino di Niccolò di Giovanetto                                                                      |
| 1504     | 10 tháng         | Antonio di Girolamo                                                                                  | Francesco di Marino Giangi                                                                           |
| 1505     | 4 tháng          | Francesco di Girolamo Belluzzi                                                                       | Giuliano di Bartolomeo                                                                               |
| 1505     | 10 tháng         | Antonio di Bianco                                                                                    | Antonio di Marino Giannini                                                                           |
| 1506     | 4 tháng          | Andrea di Giorgio Loli                                                                               | Camillo di Menetto Bonelli                                                                           |
| 1506     | 10 tháng         | Antonio di Polinoro Lunardini                                                                        | Antonio di Maurizio Lunardini                                                                        |
| 1507     | 4 tháng          | Fabrizio di Pier Leone Corbelli                                                                      | Sammaritano di Andrea Tini                                                                           |
| 1507     | 10 tháng         | Marino di Niccolò di Giovanetto                                                                      | Leonardo di Giovanni di Belluzzi                                                                     |
| 1508     | 4 tháng          | Cristoforo Martelli                                                                                  | Giacomo di Lodovico Calcigni                                                                         |
| 1508     | 10 tháng         | Antonio di Girolamo                                                                                  | Francesco di Marino Giangi                                                                           |
| 1509     | 4 tháng          | Innocenzo di Menetto Bonelli                                                                         | Antonio di Benetto                                                                                   |
| 1509     | 10 tháng         | Andrea di Giorgio Loli                                                                               | Antonio di Marino Giannini                                                                           |
| 1510     | 4 tháng          | Antonio di Polinoro Lunardini                                                                        | Andrea di Marino Speranza                                                                            |
| 1510     | 10 tháng         | Antonio di Bianco                                                                                    | Barnaba di Matteo da Valle                                                                           |
| 1511     | 4 tháng          | Marino di Niccolò di Giovanetto                                                                      | Biagio di Bartolo Pasini                                                                             |
| 1511     | 10 tháng         | Antonio di Girolamo                                                                                  | Giovanni di Cristoforo Vita                                                                          |
| 1512     | 4 tháng          | Andrea Giangi                                                                                        | Marino di Severo                                                                                     |
| 1512     | 10 tháng         | Leonardo di Giovanni Belluzzi                                                                        | Sammaritano di Andrea Tini                                                                           |
| 1513     | 4 tháng          | Cristoforo di Girolamo                                                                               | Cristoforo Martelli                                                                                  |
| 1513     | 10 tháng         | Antonio di Benetto                                                                                   | Benedetto di Marino Benettini                                                                        |
| 1514     | 4 tháng          | Antonio di Maurizio Lunardini                                                                        | Francesco Giangi                                                                                     |
| 1514     | 10 tháng         | Francesco di Simone Belluzzi                                                                         | Innocenzo di Menetto Bonelli                                                                         |
| 1515     | 4 tháng          | Carlo di Cristofaro                                                                                  | Giacomo di Lodovico Calcigni                                                                         |
| 1515     | 10 tháng         | Francesco di Girolamo Belluzzi                                                                       | Antonio di Bartolo                                                                                   |
| 1516     | 4 tháng          | Camillo di Menetto Bonelli                                                                           | Girolamo di Giuliano Gozi                                                                            |
| 1516     | 10 tháng         | Diotallevo Corbelli                                                                                  | Sammaritano di Andrea Tini                                                                           |
| 1517     | 4 tháng          | Carlo di Cristofaro                                                                                  | Giacomo di Lodovico Calcigni                                                                         |
| 1517     | 10 tháng         | Andrea di Bonifazio                                                                                  | Antonio di Maurizio Lunardini                                                                        |
| 1518     | 4 tháng          | Camillo di Menetto Bonelli                                                                           | Leonardo di Giovanni Belluzzi                                                                        |
| 1518     | 10 tháng         | Francesco di Girolamo Belluzzi                                                                       | Antonio di Polinoro Lunardini                                                                        |
| 1519     | 4 tháng          | Girolamo di Giuliano Gozi                                                                            | Pietro di Sabatino di Bianco                                                                         |
| 1519     | 10 tháng         | Innocenzo di Menetto Bonelli                                                                         | Francesco di Antonio Belluzzi                                                                        |
| 1520     | 4 tháng          | Antonio di Maurizio Lunardini                                                                        | Marino di Severo                                                                                     |
| 1520     | 10 tháng         | Andrea di Bonifazio                                                                                  | Francesco di Girolamo Belluzzi                                                                       |
| 1521     | 4 tháng          | Bartolomeo di Antonio Amanti                                                                         | Bartolo di Simone Belluzzi                                                                           |
| 1521     | 10 tháng         | Cristofaro Martelli                                                                                  | Giacomo di Lodovico Calcigni                                                                         |
| 1522     | 4 tháng          | Girolamo di Giuliano Gozi                                                                            | Giuliano di Bartolomeo                                                                               |
| 1522     | 10 tháng         | Antonio di Polinoro Lunardini                                                                        | Marino di Antonio                                                                                    |
| 1523     | 4 tháng          | Bartolomeo di Antonio                                                                                | Girolamo di Evangelista Belluzzi                                                                     |
| 1523     | 10 tháng         | Francesco di Simone Belluzzi                                                                         | Francesco di Sante di Biagio                                                                         |
| 1524     | 4 tháng          | Camillo di Menetto Bonelli                                                                           | Leonardo di Giovanni Belluzzi                                                                        |
| 1524     | 10 tháng         | Giacomo di Antonio Giannini                                                                          | Bartolomeo di Antonio Amanti                                                                         |
| 1525     | 4 tháng          | Innocenzo di Menetto Bonelli                                                                         | Pier Leone di Fabrizio Corbelli                                                                      |
| 1525     | 10 tháng         | Melchiorre di Francesco Belluzzi                                                                     | Sammaritano di Andrea Tini                                                                           |
| 1526     | 4 tháng          | Girolamo di Giuliano Gozi                                                                            | Federigo di Brandano Calcigni                                                                        |
| 1526     | 10 tháng         | Francesco di Simone Belluzzi                                                                         | Marino di Severo                                                                                     |
| 1527     | 4 tháng          | Andrea Sabbatini                                                                                     | Carlo di Cristofaro                                                                                  |
| 1527     | 10 tháng         | Bartolomeo di Antonio Amanti (died 1528, replaced by Melchiorre di Francesco)                        | Giacomo di Lodovico Calcigni                                                                         |
| 1528     | 4 tháng          | Diottalevo Corbelli                                                                                  | Giuliano di Marino Righi                                                                             |
| 1528     | 10 tháng         | Girolamo di Giuliano Gozi                                                                            | Girolamo di Evangelista Belluzzi                                                                     |
| 1529     | 4 tháng          | Camillo di Menetto Bonelli                                                                           | Bartolo Belluzzi                                                                                     |
| 1529     | 10 tháng         | Lodovico di Pietro Calcigni                                                                          | Antonio di Pietro Tosini                                                                             |
| 1530     | 4 tháng          | Melchiorre di Francesco Belluzzi                                                                     | Giacomo di Lodovico Pinti                                                                            |
| 1530     | 10 tháng         | Giacomo di Lodovico Calcigni                                                                         | Pier Leone di Fabrizio Corbelli                                                                      |
| 1531     | 4 tháng          | Francesco di Simone Belluzzi                                                                         | Giacomo di Antonio Giannini                                                                          |
| 1531     | 10 tháng         | Polinoro di Antonio Lunardini                                                                        | Girolamo di Giuliano Gozi                                                                            |
| 1532     | 4 tháng          | Carlo di Cristofaro                                                                                  | Innocenzo di Menetto Bonelli                                                                         |
| 1532     | 10 tháng         | Bartolo di Simone Belluzzi                                                                           | Sammaritano di Andrea Tini                                                                           |
| 1533     | 4 tháng          | Giacomo di Lodovico Calcigni                                                                         | Girolamo di Evangelista Belluzzi                                                                     |
| 1533     | 10 tháng         | Camillo di Menetto Bonelli                                                                           | Melchiorre di Francesco Belluzzi                                                                     |
| 1534     | 4 tháng          | Pier Leone di Fabrizio Corbelli                                                                      | Giuliano di Marino Righi                                                                             |
| 1534     | 10 tháng         | Francesco di Simone Belluzzi                                                                         | Giacomo di Antonio Giannini                                                                          |
| 1535     | 4 tháng          | Girolamo di Giuliano Gozi                                                                            | Antonio di Pietro Tontini                                                                            |
| 1535     | 10 tháng         | Innocenzo di Menetto Bonelli                                                                         | Giacomo di Evangelista Belluzzi                                                                      |
| 1536     | 4 tháng          | Melchiorre di Francesco Belluzzi                                                                     | Sammaritano di Andrea Tini                                                                           |
| 1536     | 10 tháng         | Bartolo di Simone Belluzzi                                                                           | Pier Leone di Fabrizio Corbelli                                                                      |
| 1537     | 4 tháng          | Girolamo di Evangelista Belluzzi                                                                     | Girolamo di Francesco Giannini                                                                       |
| 1537     | 10 tháng         | Giuliano di Marino Righi                                                                             | Giacomo di Antonio Giannini                                                                          |
| 1538     | 4 tháng          | Francesco di Simone Belluzzi                                                                         | Girolamo di Giuliano Gozi                                                                            |
| 1538     | 10 tháng         | Carlo di Cristofaro Gianolini                                                                        | Cristofaro di Marino Giangi                                                                          |
| 1539     | 4 tháng          | Melchiorre di Francesco Belluzzi                                                                     | Niccolò di Sante di Biagio                                                                           |
| 1539     | 10 tháng         | Bartolo di Simone Belluzzi                                                                           | Giacomo di Antonio Giannini                                                                          |
| 1540     | 4 tháng          | Gio. Antonio di Francesco Belluzzi                                                                   | Pier Leone di Fabrizio Corbelli                                                                      |
| 1540     | 10 tháng         | Girolamo di Giuliano Gozi                                                                            | Vincenzo di Bartolo Gombertini                                                                       |
| 1541     | 4 tháng          | Girolamo di Evangelista Belluzzi                                                                     | Stanghelino di Francesco Belluzzi                                                                    |
| 1541     | 10 tháng         | Giuliano di Marino Righi                                                                             | Giacomo di Lodovico Pinti                                                                            |
| 1542     | 4 tháng          | Polinoro Lunardini                                                                                   | Cristofaro di Marino Giangi                                                                          |
| 1542     | 10 tháng         | Carlo Gianolini                                                                                      | Marino Gabrielli                                                                                     |
| 1543     | 4 tháng          | Antonio di Pietro Tontini                                                                            | Giacomo di Evangelista Belluzzi                                                                      |
| 1543     | 10 tháng         | Girolamo Giannini                                                                                    | Carlo di Francesco Lunardini                                                                         |
| 1544     | 4 tháng          | Polinoro Lunardini                                                                                   | Bartolo di Simone Belluzzi                                                                           |
| 1544     | 10 tháng         | Giovanni Antonio Belluzzi                                                                            | Vincenzo Gombertini                                                                                  |
| 1545     | 4 tháng          | Girolamo di Giuliano Gozi                                                                            | Innocenzo Brancuti                                                                                   |
| 1545     | 10 tháng         | Giuliano di Marino Righi                                                                             | Marino Gabrielli                                                                                     |
| 1546     | 4 tháng          | Bonetto di Marino Bonetti                                                                            | Baldo di Gaspare                                                                                     |
| 1546     | 10 tháng         | Pier Leone di Fabrizio Corbelli                                                                      | Bernardino Giannini                                                                                  |
| 1547     | 4 tháng          | Gio. Antonio Leonardelli                                                                             | Stanghelino di Francesco Belluzzi                                                                    |
| 1547     | 10 tháng         | Gio. Lodovico di Matteo Belluzzi                                                                     | Pier Paolo Bonelli (replaced ngày 23 tháng 2 năm 1548, by Bartolo Belluzzi)                          |
| 1548     | 4 tháng          | Giovanni Antonio Belluzzi                                                                            | Sante di Marco Gori                                                                                  |
| 1548     | 10 tháng         | Giacomo di Antonio Giannini                                                                          | Francesco di Sebastiano Onofri                                                                       |
| 1549     | 4 tháng          | Giuliano di Marino Righi                                                                             | Girolamo di Evangelista Belluzzi                                                                     |
| 1549     | 10 tháng         | Bartolo Belluzzi                                                                                     | Rinaldo di Giovanni Baldi                                                                            |
| 1550     | 4 tháng          | Polinoro Lunardini                                                                                   | Biagio di Matteo Tura                                                                                |
| 1550     | 10 tháng         | Gio. Antonio Leonardelli                                                                             | Cristofaro di Marino Giangi                                                                          |
| 1551     | 4 tháng          | Girolamo Giannini                                                                                    | Marino di Andrea                                                                                     |
| 1551     | 10 tháng         | Pier Leone Corbelli                                                                                  | Pier Matteo Belluzzi                                                                                 |
| 1552     | 4 tháng          | Gio. Lodovico di Matteo Belluzzi                                                                     | Baldo di Gaspare                                                                                     |
| 1552     | 10 tháng         | Antonio di Piero Tontini                                                                             | Vincenzo di Giovanni di Andrea                                                                       |
| 1553     | 4 tháng          | Vincenzo Gombertini                                                                                  | Giacomo di Antonio Giannini                                                                          |
| 1553     | 10 tháng         | Gio. Antonio Belluzzi                                                                                | Rinaldo di Giovanni Baldi                                                                            |
| 1554     | 4 tháng          | Innocenzo Brancuti                                                                                   | Giacomo di Evangelista Belluzzi                                                                      |
| 1554     | 10 tháng         | Marc'Antonio Gozi                                                                                    | Francesco di Sebastiano Onofri                                                                       |
| 1555     | 4 tháng          | Giuliano di Marino Righi                                                                             | Gio. Antonio di Antonio                                                                              |
| 1555     | 10 tháng         | Bartolo Belluzzi                                                                                     | Pier Paolo Corbelli                                                                                  |
| 1556     | 4 tháng          | Gio. Antonio Leonardelli                                                                             | Bonetto di Marino Bonetti                                                                            |
| 1556     | 10 tháng         | Antonio Brancuti                                                                                     | Baldo di Gaspare                                                                                     |
| 1557     | 4 tháng          | Gio. Lodovico di Matteo Belluzzi                                                                     | Vincenzo Giannini                                                                                    |
| 1557     | 10 tháng         | Pier Paolo Bonelli                                                                                   | Vincenzo Gombertini                                                                                  |
| 1558     | 4 tháng          | Girolamo Giannini                                                                                    | Francesco di Sebastiano Onofri                                                                       |
| 1558     | 10 tháng         | Innocenzo Brancuti                                                                                   | Rinaldo di Giovanni Baldi                                                                            |
| 1559     | 4 tháng          | Bartolo Belluzzi                                                                                     | Pier Paolo Corbelli                                                                                  |
| 1559     | 10 tháng         | Gio. Antonio Leonardelli                                                                             | Sinibaldo Sinibaldi                                                                                  |
| 1560     | 4 tháng          | Giacomo di Evangelista Belluzzi                                                                      | Vincenzo di Marino di Andrea                                                                         |
| 1560     | 10 tháng         | Pier Leone Corbelli                                                                                  | Giovanni Sinibaldi                                                                                   |
| 1561     | 4 tháng          | Vincenzo Gombertini                                                                                  | Bernardino Giannini                                                                                  |
| 1561     | 10 tháng         | Francesco di Sebastiano Onofri                                                                       | Francesco di Pier Paolo Martelli                                                                     |
| 1562     | 4 tháng          | Girolamo Giannini                                                                                    | Claudio Belluzzi                                                                                     |
| 1562     | 10 tháng         | Pier Paolo Bonelli                                                                                   | Marc'Antonio Gozi                                                                                    |
| 1563     | 4 tháng          | Pier Matteo Belluzzi                                                                                 | Pier Paolo Corbelli                                                                                  |
| 1563     | 10 tháng         | Ludovico Belluzzi                                                                                    | Marc'Antonio Bonetti                                                                                 |
| 1564     | 4 tháng          | Gio. Andrea Belluzzi                                                                                 | Rinaldo di Giovanni Baldi                                                                            |
| 1564     | 10 tháng         | Antonio Brancuti                                                                                     | Benedetto di Bianco                                                                                  |
| 1565     | 4 tháng          | Vincenzo Gombertini                                                                                  | Giacomo di Evangelista Belluzzi                                                                      |
| 1565     | 10 tháng         | Bonetto di Marino Bonetti                                                                            | Marino Bonelli                                                                                       |
| 1566     | 4 tháng          | Marc'Antonio Gozi                                                                                    | Giovanni Antonio di Antonio                                                                          |
| 1566     | 10 tháng         | Girolamo Giannini                                                                                    | Sebastiano di Cristofaro Giangi                                                                      |
| 1567     | 4 tháng          | Francesco di Pier Paolo Martelli                                                                     | Marino di Cristofaro Giangi                                                                          |
| 1567     | 10 tháng         | Giuliano Corbelli                                                                                    | Giovanni Andrea Belluzzi                                                                             |
| 1568     | 4 tháng          | Pier Paolo Bonelli                                                                                   | Pier Paolo Corbelli                                                                                  |
| 1568     | 10 tháng         | Antonio Brancuti                                                                                     | Liberio Gabrielli                                                                                    |
| 1569     | 4 tháng          | Pier Matteo Belluzzi                                                                                 | Vincenzo Giannini                                                                                    |
| 1569     | 10 tháng         | Ippolito Gombertini                                                                                  | Sinibaldo Sinibaldi                                                                                  |
| 1570     | 4 tháng          | Marc'Antonio Gozi                                                                                    | Marc'Antonio Bonetti                                                                                 |
| 1570     | 10 tháng         | Girolamo Giannini                                                                                    | Ascanio di Giacomo Belluzzi                                                                          |
| 1571     | 4 tháng          | Giovanni Antonio Leonardelli                                                                         | Benedetto di Bianco                                                                                  |
| 1571     | 10 tháng         | Pier Paolo Corbelli                                                                                  | Giovanni Paolo di Giuliano                                                                           |
| 1572     | 4 tháng          | Innocenzo Brancuti                                                                                   | Francesco Giannini                                                                                   |
| 1572     | 10 tháng         | Pier Matteo Belluzzi                                                                                 | Antonio di Angelo Bellini                                                                            |
| 1573     | 4 tháng          | Antonio Brancuti                                                                                     | Gio. Lodovico di Matteo Belluzzi                                                                     |
| 1573     | 10 tháng         | Lodovico Belluzzi                                                                                    | Vincenzo Giannini                                                                                    |
| 1574     | 4 tháng          | Marc'Antonio Gozi                                                                                    | Gio. Antonio di Antonio                                                                              |
| 1574     | 10 tháng         | Giambattista Belluzzi                                                                                | Benedetto di Bianco                                                                                  |
| 1575     | 4 tháng          | Giuliano Corbelli                                                                                    | Liberio Gabrielli                                                                                    |
| 1575     | 10 tháng         | Girolamo Giannini                                                                                    | Vincenzo di Marino di Andrea                                                                         |
| 1576     | 4 tháng          | Pier Paolo Corbelli                                                                                  | Sinibaldo Sinibaldi                                                                                  |
| 1576     | 10 tháng         | Innocenzo Brancuti                                                                                   | Francesco Onofri                                                                                     |
| 1577     | 4 tháng          | Francesco di Paolo di Giuliano                                                                       | Gio. Lodovico di Matteo Belluzzi                                                                     |
| 1577     | 10 tháng         | Pier Matteo Belluzzi                                                                                 | Vincenzo Giannini                                                                                    |
| 1578     | 4 tháng          | Ippolito Gombertini                                                                                  | Francesco Giannini                                                                                   |
| 1578     | 10 tháng         | Liberio Gabrielli                                                                                    | Ascanio Belluzzi                                                                                     |
| 1579     | 4 tháng          | Girolamo Giannini                                                                                    | Benedetto di Bianco                                                                                  |
| 1579     | 10 tháng         | Lodovico Belluzzi                                                                                    | Giovanni Calcigni                                                                                    |
| 1580     | 4 tháng          | Pier Paolo Corbelli                                                                                  | Marino Bonelli                                                                                       |
| 1580     | 10 tháng         | Giambattista Belluzzi                                                                                | Sinibaldo Sinibaldi                                                                                  |
| 1581     | 4 tháng          | Innocenzo Brancuti                                                                                   | Gio. Lodovico di Matteo Belluzzi                                                                     |
| 1581     | 10 tháng         | Giuliano Corbelli                                                                                    | Gio. Paolo Belluzzi                                                                                  |
| 1582     | 4 tháng          | Ippolito Gombertini                                                                                  | Pier Marino Cionini                                                                                  |
| 1582     | 10 tháng         | Gio. Antonio Leonardelli                                                                             | Francesco Giannini                                                                                   |
| 1583     | 4 tháng          | Pier Matteo Belluzzi                                                                                 | Marc'Antonio Gozi                                                                                    |
| 1583     | 10 tháng         | Pier Paolo Corbelli                                                                                  | Francesco Martelli                                                                                   |
| 1584     | 4 tháng          | Federico Sinibaldi                                                                                   | Vincenzo Giannini                                                                                    |
| 1584     | 10 tháng         | Innocenzo Brancuti                                                                                   | Gio. Lodovico Belluzzi                                                                               |
| 1585     | 4 tháng          | Bonetto Bonetti                                                                                      | Gio. Maria Giangi                                                                                    |
| 1585     | 10 tháng         | Giuliano Corbelli                                                                                    | Liberio Gabrielli                                                                                    |
| 1586     | 4 tháng          | Ascanio Belluzzi                                                                                     | Francesco Giannini                                                                                   |
| 1586     | 10 tháng         | Paol'Antonio Onofri                                                                                  | Giambattista Belluzzi                                                                                |
| 1587     | 4 tháng          | Lodovico Belluzzi                                                                                    | Pier Marino Cionini                                                                                  |
| 1587     | 10 tháng         | Gio. Antonio Leonardelli                                                                             | Pier Paolo Corbelli                                                                                  |
| 1588     | 4 tháng          | Pier Matteo Belluzzi                                                                                 | Vincenzo Giannini                                                                                    |
| 1588     | 10 tháng         | Marc'Aurelio Brancuti                                                                                | Giambattista Belluzzi                                                                                |
| 1589     | 4 tháng          | Giuliano Corbelli                                                                                    | Liberio Gabrielli                                                                                    |
| 1589     | 10 tháng         | Federico Sinibaldi                                                                                   | Marino Pellicieri                                                                                    |
| 1590     | 4 tháng          | Francesco Giannini                                                                                   | Giambattista Fabbri                                                                                  |
| 1590     | 10 tháng         | Orazio Giannini                                                                                      | Giambattista Belluzzi                                                                                |
| 1591     | 4 tháng          | Lodovico Belluzzi                                                                                    | Ascanio Belluzzi                                                                                     |
| 1591     | 10 tháng         | Pier Matteo Belluzzi                                                                                 | Ottaviano Gozi                                                                                       |
| 1592     | 4 tháng          | Pier Marino Cionini                                                                                  | Giuliano Gozi                                                                                        |
| 1592     | 10 tháng         | Camillo Bonelli (replaced 1592 by Giovanni Paolo Belluzzi)                                           | Paol'Antonio Onofri                                                                                  |
| 1593     | 4 tháng          | Giuliano Corbelli                                                                                    | Annibale Belluzzi                                                                                    |
| 1593     | 10 tháng         | Giambattista Belluzzi                                                                                | Francesco Giannini                                                                                   |
| 1594     | 4 tháng          | Liberio Gabrielli                                                                                    | Innocenzo Bonelli                                                                                    |
| 1594     | 10 tháng         | Federico Brandani                                                                                    | Vincenzo Giannini                                                                                    |
| 1595     | 4 tháng          | Fabrizio Belluzzi                                                                                    | Francesco Maria Corbelli                                                                             |
| 1595     | 10 tháng         | Pier Marino Cionini                                                                                  | Lattanzio Valli                                                                                      |
| 1596     | 4 tháng          | Orazio Belluzzi                                                                                      | Matteo Ceccoli                                                                                       |
| 1596     | 10 tháng         | Camillo Bonelli                                                                                      | Annibale Belluzzi                                                                                    |
| 1597     | 4 tháng          | Paolo Antonio Onofri                                                                                 | Gio. Francesco Belluzzi                                                                              |
| 1597     | 10 tháng         | Camillo Bonelli                                                                                      | Annibale Belluzzi                                                                                    |
| 1598     | 4 tháng          | Giuliano Gozi                                                                                        | Francesco Giannini                                                                                   |
| 1598     | 10 tháng         | Giambattista Belluzzi                                                                                | Innocenzo Bonelli                                                                                    |
| 1599     | 4 tháng          | Pier Marino Cionini                                                                                  | Giambattista Fabbri                                                                                  |
| 1599     | 10 tháng         | Orazio Belluzzi                                                                                      | Lattanzio Valli                                                                                      |
| 1600     | 4 tháng          | Pier Francesco Bonetti                                                                               | Belluzzo Belluzzi                                                                                    |
| 1600     | 10 tháng         | Pier Matteo Belluzzi                                                                                 | Fabrizio Belluzzi                                                                                    |
| 1601     | 4 tháng          | Lorenzo Martelli                                                                                     | Liberio Gabrielli                                                                                    |
| 1601     | 10 tháng         | Girolamo Gozi                                                                                        | Francesco Giannini                                                                                   |
| 1602     | 4 tháng          | Giuliano Gozi                                                                                        | Innocenzo Bonelli                                                                                    |
| 1602     | 10 tháng         | Giambattista Belluzzi                                                                                | Francesco Maria Corbelli                                                                             |
| 1603     | 4 tháng          | Orazio Belluzzi                                                                                      | Scipione Gabrielli                                                                                   |
| 1603     | 10 tháng         | Francesco Bonelli                                                                                    | Lattanzio Valli                                                                                      |
| 1604     | 4 tháng          | Pier Francesco Bonetti                                                                               | Giambattista Fabbri                                                                                  |
| 1604     | 10 tháng         | Pier Marino Cionini                                                                                  | Annibale Gozi                                                                                        |
| 1605     | 4 tháng          | Tiberio Gabrielli                                                                                    | Francesco Giannini                                                                                   |
| 1605     | 10 tháng         | Girolamo Gozi                                                                                        | Innocenzo Bonelli                                                                                    |
| 1606     | 4 tháng          | Pier Matteo Belluzzi                                                                                 | Fabrizio Belluzzi                                                                                    |
| 1606     | 10 tháng         | Annibale Belluzzi                                                                                    | Giuliano Fattori                                                                                     |
| 1607     | 4 tháng          | Lorenzo Martelli                                                                                     | Leone Pellicieri                                                                                     |
| 1607     | 10 tháng         | Camillo Bonelli                                                                                      | Giambattista Belluzzi                                                                                |
| 1608     | 4 tháng          | Pier Francesco Bonelli                                                                               | Giuliano Belluzzi                                                                                    |
| 1608     | 10 tháng         | Pietro Tosini Corbelli                                                                               | Teodoro Leonardelli                                                                                  |
| 1609     | 4 tháng          | Orazio Belluzzi                                                                                      | Orazio Giangi                                                                                        |
| 1609     | 10 tháng         | Girolamo Gozi                                                                                        | Lattanzio Valli                                                                                      |
| 1610     | 4 tháng          | Fabrizio Belluzzi                                                                                    | Giambattista Fabbri                                                                                  |
| 1610     | 10 tháng         | Gio. Andrea Belluzzi                                                                                 | Sebastiano Onofri                                                                                    |
| 1611     | 4 tháng          | Pier Marino Cionini                                                                                  | Annibale Gozi                                                                                        |
| 1611     | 10 tháng         | Francesco Bonelli                                                                                    | Belluzzo Belluzzi                                                                                    |
| 1612     | 4 tháng          | Pier Francesco Bonetti                                                                               | Francesco Maria Corbelli                                                                             |
| 1612     | 10 tháng         | Pietro Tosini Corbelli                                                                               | Innocenzo Bonelli                                                                                    |
| 1613     | 4 tháng          | Camillo Bonelli                                                                                      | Lattanzio Valli                                                                                      |
| 1613     | 10 tháng         | Annibale Belluzzi                                                                                    | Giambattista Fabbri                                                                                  |
| 1614     | 4 tháng          | Gio. Andrea Belluzzi                                                                                 | Fabrizio Belluzzi                                                                                    |
| 1614     | 10 tháng         | Giuliano Belluzzi                                                                                    | Teodoro Leonardelli                                                                                  |
| 1615     | 4 tháng          | Girolamo Gozi                                                                                        | Francesco Giannini                                                                                   |
| 1615     | 10 tháng         | Orazio Belluzzi                                                                                      | Flaminio Cionini                                                                                     |
| 1616     | 4 tháng          | Pier Francesco Bonetti                                                                               | Francesco Bonelli                                                                                    |
| 1616     | 10 tháng         | Camillo Bonelli                                                                                      | Belluzzo Belluzzi                                                                                    |
| 1617     | 4 tháng          | Annibale Belluzzi                                                                                    | Giambattista Fabbri                                                                                  |
| 1617     | 10 tháng         | Gio. Andrea Belluzzi                                                                                 | Lattanzio Valli                                                                                      |
| 1618     | 4 tháng          | Fabrizio Belluzzi                                                                                    | Gabriele Gabrielli                                                                                   |
| 1618     | 10 tháng         | Girolamo Gozi                                                                                        | Gio. Pietro Martelli                                                                                 |
| 1619     | 4 tháng          | Francesco Giannini                                                                                   | Annibale Gozi                                                                                        |
| 1619     | 10 tháng         | Orazio Belluzzi                                                                                      | Andrea Giannini                                                                                      |
| 1620     | 4 tháng          | Giuliano Belluzzi                                                                                    | Teodoro Leonardelli                                                                                  |
| 1620     | 10 tháng         | Camillo Bonelli                                                                                      | Belluzzo Belluzzi                                                                                    |
| 1621     | 4 tháng          | Bernardino Belluzzi                                                                                  | Lattanzio Valli                                                                                      |
| 1621     | 10 tháng         | Gio. Andrea Belluzzi                                                                                 | Fabrizio Belluzzi                                                                                    |
| 1622     | 4 tháng          | Girolamo Gozi                                                                                        | Pier Marino Ricci                                                                                    |
| 1622     | 10 tháng         | Annibale Belluzzi                                                                                    | Marino Belluzzi                                                                                      |
| 1623     | 4 tháng          | Giacomo Bonetti                                                                                      | Annibale Gozi                                                                                        |
| 1623     | 10 tháng         | Giuliano Belluzzi                                                                                    | Enea Bonelli                                                                                         |
| 1624     | 4 tháng          | Pietro Tosini Corbelli                                                                               | Gian Giacomo Serafini                                                                                |
| 1624     | 10 tháng         | Lattanzio Valli                                                                                      | Michel Angelo Busignani                                                                              |
| 1625     | 4 tháng          | Orazio Belluzzi                                                                                      | Pier Leone Corbelli                                                                                  |
| 1625     | 10 tháng         | Camillo Bonelli                                                                                      | Giambattista Fabbri                                                                                  |
| 1626     | 4 tháng          | Francesco Giannini                                                                                   | Livio Pellicieri                                                                                     |
| 1626     | 10 tháng         | Belluzzo Belluzzi                                                                                    | Pier Marino Ricci                                                                                    |
| 1627     | 4 tháng          | Annibale Loli                                                                                        | Pier Antonio Gabrielli                                                                               |
| 1627     | 10 tháng         | Pietro Tosini Corbelli                                                                               | Andrea Giannini                                                                                      |
| 1628     | 4 tháng          | Lattanzio Valli                                                                                      | Sforza Cionini                                                                                       |
| 1628     | 10 tháng         | Giuliano Belluzzi                                                                                    | Michel Angelo Busignani                                                                              |
| 1629     | 4 tháng          | Marc'Antonio Bonetti                                                                                 | Gian Giacomo Serafini                                                                                |
| 1629     | 10 tháng         | Orazio Belluzzi                                                                                      | Federico Gozi                                                                                        |
| 1630     | 4 tháng          | Livio Pellicieri                                                                                     | Pier Marino Ricci                                                                                    |
| 1630     | 10 tháng         | Belluzzo Belluzzi                                                                                    | Rinaldo Ranieri                                                                                      |
| 1631     | 4 tháng          | Melchiorre Maggio Belluzzi                                                                           | Pier Antonio Giangi                                                                                  |
| 1631     | 10 tháng         | Fulgenzio Maccioni                                                                                   | Vincenzo Zampini                                                                                     |
| 1632     | 4 tháng          | Pietro Tosini                                                                                        | Evangelista Belluzzi                                                                                 |
| 1632     | 10 tháng         | Giuliano Belluzzi                                                                                    | Sforza Cionini                                                                                       |
| 1633     | 4 tháng          | Marc'Antonio Bonetti                                                                                 | Bartolomeo Ceccoli                                                                                   |
| 1633     | 10 tháng         | Torquato Giannini                                                                                    | Bartolomeo Fabbri                                                                                    |
| 1634     | 4 tháng          | Lattanzio Valli                                                                                      | Federico Gozi                                                                                        |
| 1634     | 10 tháng         | Orazio Belluzzi                                                                                      | Vincenzo Lorenzoni                                                                                   |
| 1635     | 4 tháng          | Livio Pellicieri                                                                                     | Paolo Antonio Onofri                                                                                 |
| 1635     | 10 tháng         | Giuliano Gozi                                                                                        | Stefano Ricci                                                                                        |
| 1636     | 4 tháng          | Fulgenzio Maccioni                                                                                   | Giuliano Belluzzi                                                                                    |
| 1636     | 10 tháng         | Marc'Antonio Bonetti                                                                                 | Bartolomeo Ceccoli                                                                                   |
| 1637     | 4 tháng          | Pietro Tosini                                                                                        | Giambattista Loli                                                                                    |
| 1637     | 10 tháng         | Melchiorre Maggio Belluzzi                                                                           | Giovanni Serafini                                                                                    |
| 1638     | 4 tháng          | Claudio Belluzzi                                                                                     | Pier Leone Corbelli                                                                                  |
| 1638     | 10 tháng         | Livio Pellicieri                                                                                     | Federico Tosini                                                                                      |
| 1639     | 4 tháng          | Vincenzo Lorenzoni                                                                                   | Paolo Antonio Onofri                                                                                 |
| 1639     | 10 tháng         | Fulgenzio Maccioni                                                                                   | Annibale Loli                                                                                        |
| 1640     | 4 tháng          | Marc'Antonio Bonetti                                                                                 | Giuliano Belluzzi                                                                                    |
| 1640     | 10 tháng         | Giambattista Belluzzi                                                                                | Federico Gozi                                                                                        |
| 1641     | 4 tháng          | Giambattista Ricci                                                                                   | Pier Antonio Giangi                                                                                  |
| 1641     | 10 tháng         | Sforza Cionini                                                                                       | Bartolomeo Ceccoli                                                                                   |
| 1642     | 4 tháng          | Giacomo Belluzzi                                                                                     | Giovanni Serafini                                                                                    |
| 1642     | 10 tháng         | Claudio Belluzzi                                                                                     | Paolo Antonio Onofri                                                                                 |
| 1643     | 4 tháng          | Fulgenzio Maccioni                                                                                   | Federico Tosini                                                                                      |
| 1643     | 10 tháng         | Melchiorre Maggio Belluzzi                                                                           | Evangelista Belluzzi                                                                                 |
| 1644     | 4 tháng          | Livio Pellicieri                                                                                     | Gregorio Ceccoli                                                                                     |
| 1644     | 10 tháng         | Giuliano Belluzzi                                                                                    | Pier Leone Corbelli                                                                                  |
| 1645     | 4 tháng          | Sforza Cionini                                                                                       | Vincenzo Francini                                                                                    |
| 1645     | 10 tháng         | Marc'Antonio Bonetti                                                                                 | Ottavio Giannini                                                                                     |
| 1646     | 4 tháng          | Carlo Loli                                                                                           | Vincenzo Lorenzoni                                                                                   |
| 1646     | 10 tháng         | Claudio Belluzzi                                                                                     | Paolo Antonio Onofri                                                                                 |
| 1647     | 4 tháng          | Carlo Tosini                                                                                         | Pier Marino Cionini                                                                                  |
| 1647     | 10 tháng         | Bartolomeo Belluzzi                                                                                  | Marino Gabrielli                                                                                     |
| 1648     | 4 tháng          | Giacomo Belluzzi                                                                                     | Giovanni Serafini                                                                                    |
| 1648     | 10 tháng         | Giuliano Gozi                                                                                        | Pier Leone Corbelli                                                                                  |
| 1649     | 4 tháng          | Marc'Antonio Bonetti                                                                                 | Innocenzo Bonelli                                                                                    |
| 1649     | 10 tháng         | Fulgenzio Maccioni                                                                                   | Federico Tosini                                                                                      |
| 1650     | 4 tháng          | Melchiorre Maggio Belluzzi                                                                           | Girolamo Moracci                                                                                     |
| 1650     | 10 tháng         | Carlo Tosini                                                                                         | Paolo Antonio Onofri                                                                                 |
| 1651     | 4 tháng          | Alessandro Belluzzi                                                                                  | Vincenzo Lorenzoni                                                                                   |
| 1651     | 10 tháng         | Carlo Loli                                                                                           | Gregorio Ceccoli                                                                                     |
| 1652     | 4 tháng          | Ottavio Giannini                                                                                     | Bartolomeo Ceccoli                                                                                   |
| 1652     | 10 tháng         | Giacomo Belluzzi                                                                                     | Innocenzo Bonelli                                                                                    |
| 1653     | 4 tháng          | Lodovico Belluzzi                                                                                    | Giovanni Serafini                                                                                    |
| 1653     | 10 tháng         | Marc'Antonio Bonetti                                                                                 | Pompeo Zoli                                                                                          |
| 1654     | 4 tháng          | Fulgenzio Maccioni                                                                                   | Cristofaro Gianotti                                                                                  |
| 1654     | 10 tháng         | Carlo Tosini                                                                                         | Paolo Antonio Onofri                                                                                 |
| 1655     | 4 tháng          | Carlo Loli                                                                                           | Sforza Cionini                                                                                       |
| 1655     | 10 tháng         | Ottavio Giannini                                                                                     | Bartolomeo Ceccoli                                                                                   |
| 1656     | 4 tháng          | Melchiorre Maggio Belluzzi                                                                           | Vincenzo Lorenzoni                                                                                   |
| 1656     | 10 tháng         | Alessandro Belluzzi                                                                                  | Giovanni Serafini                                                                                    |
| 1657     | 4 tháng          | Innocenzo Bonelli                                                                                    | Girolamo Moracci                                                                                     |
| 1657     | 10 tháng         | Giacomo Belluzzi                                                                                     | Pier Leone Corbelli                                                                                  |
| 1658     | 4 tháng          | Fulgenzio Maccioni                                                                                   | Marino Bonetti                                                                                       |
| 1658     | 10 tháng         | Carlo Loli                                                                                           | Pompeo Zoli                                                                                          |
| 1659     | 4 tháng          | Ottavio Giannini                                                                                     | Cristofaro Gianotti                                                                                  |
| 1659     | 10 tháng         | Paolo Antonio Onofri                                                                                 | Antonio Ricci (died 1660, replaced by Francesco Angeli)                                              |
| 1660     | 4 tháng          | Vincenzo Lorenzoni                                                                                   | Giovanni Serafini                                                                                    |
| 1660     | 10 tháng         | Alessandro Belluzzi                                                                                  | Giambattista Zampini                                                                                 |
| 1661     | 4 tháng          | Giacomo Belluzzi                                                                                     | Sforza Cionini                                                                                       |
| 1661     | 10 tháng         | Carlo Tosini                                                                                         | Innocenzo Bonelli                                                                                    |
| 1662     | 4 tháng          | Fulgenzio Maccioni                                                                                   | Girolamo Moracci                                                                                     |
| 1662     | 10 tháng         | Lodovico Belluzzi                                                                                    | Pompeo Zoli                                                                                          |
| 1663     | 4 tháng          | Melchiorre Maggio Belluzzi                                                                           | Paolo Antonio Onofri                                                                                 |
| 1663     | 10 tháng         | Marc'Antonio Gozi                                                                                    | Cristoforo Gianotti                                                                                  |
| 1664     | 4 tháng          | Carlo Loli                                                                                           | Vincenzo Lorenzoni                                                                                   |
| 1664     | 10 tháng         | Francesco Maccioni                                                                                   | Giovanni Serafini                                                                                    |
| 1665     | 4 tháng          | Ottavio Giannini                                                                                     | Francesco Angeli                                                                                     |
| 1665     | 10 tháng         | Carlo Tosini                                                                                         | Sforza Cionini                                                                                       |
| 1666     | 4 tháng          | Giacomo Belluzzi                                                                                     | Giambattista Tosini                                                                                  |
| 1666     | 10 tháng         | Alessandro Belluzzi                                                                                  | Pompeo Zoli                                                                                          |
| 1667     | 4 tháng          | Lodovico Belluzzi                                                                                    | Innocenzo Bonelli                                                                                    |
| 1667     | 10 tháng         | Paolo Antonio Onofri                                                                                 | Domizio Beni                                                                                         |
| 1668     | 4 tháng          | Carlo Loli                                                                                           | Giambattista Zampini                                                                                 |
| 1668     | 10 tháng         | Francesco Maccioni                                                                                   | Francesco Loli                                                                                       |
| 1669     | 4 tháng          | Ottavio Giannini                                                                                     | Francesco Angeli                                                                                     |
| 1669     | 10 tháng         | Giacomo Belluzzi                                                                                     | Giambattista Tosini                                                                                  |
| 1670     | 4 tháng          | Marc'Antonio Gozi                                                                                    | Marc'Antonio Ceccoli                                                                                 |
| 1670     | 10 tháng         | Lodovico Belluzzi                                                                                    | Innocenzo Bonelli                                                                                    |
| 1671     | 4 tháng          | Paolo Antonio Onofri                                                                                 | Pompeo Zoli                                                                                          |
| 1671     | 10 tháng         | Carlo Tosini                                                                                         | Giovanni Serafini                                                                                    |
| 1672     | 4 tháng          | Carlo Loli                                                                                           | Giambattista Zampini                                                                                 |
| 1672     | 10 tháng         | Alessandro Belluzzi                                                                                  | Sforza Cionini                                                                                       |
| 1673     | 4 tháng          | Ottavio Giannini                                                                                     | Alfonso Tosini                                                                                       |
| 1673     | 10 tháng         | Giambattista Tosini                                                                                  | Francesco Angeli                                                                                     |
| 1674     | 4 tháng          | Francesco Maccioni                                                                                   | Francesco Loli                                                                                       |
| 1674     | 10 tháng         | Marc'Antonio Gozi                                                                                    | Innocenzo Bonelli                                                                                    |
| 1675     | 4 tháng          | Paolo Antonio Onofri                                                                                 | Giovanni Serafini                                                                                    |
| 1675     | 10 tháng         | Carlo Tosini                                                                                         | Lorenzo Giangi                                                                                       |
| 1676     | 4 tháng          | Giuliano Cionini                                                                                     | Pompeo Zoli                                                                                          |
| 1676     | 10 tháng         | Lodovico Belluzzi                                                                                    | Giambattista Zampini                                                                                 |
| 1677     | 4 tháng          | Giambattista Tosini                                                                                  | Francesco Angeli                                                                                     |
| 1677     | 10 tháng         | Carlo Loli                                                                                           | Marc'Antonio Ceccoli                                                                                 |
| 1678     | 4 tháng          | Marc'Antonio Gozi                                                                                    | Innocenzo Bonelli                                                                                    |
| 1678     | 10 tháng         | Ottavio Giannini                                                                                     | Alfonso Tosini                                                                                       |
| 1679     | 4 tháng          | Francesco Maccioni                                                                                   | Francesco Loli                                                                                       |
| 1679     | 10 tháng         | Carlo Tosini                                                                                         | Lorenzo Giangi                                                                                       |
| 1680     | 4 tháng          | Alessandro Belluzzi                                                                                  | Giambattista Fattori                                                                                 |
| 1680     | 10 tháng         | Giambattista Tosini                                                                                  | Melchiorre Martelli                                                                                  |
| 1681     | 4 tháng          | Giacomo Belluzzi                                                                                     | Giovanni Serafini                                                                                    |
| 1681     | 10 tháng         | Paolo Antonio Onofri                                                                                 | Francesco Angeli                                                                                     |
| 1682     | 4 tháng          | Carlo Loli                                                                                           | Gaspare Calbini                                                                                      |
| 1682     | 10 tháng         | Marc'Antonio Gozi                                                                                    | Innocenzo Bonelli                                                                                    |
| 1683     | 4 tháng          | Francesco Maccioni                                                                                   | Alfonso Tosini                                                                                       |
| 1683     | 10 tháng         | Carlo Tosini                                                                                         | Lorenzo Giangi                                                                                       |
| 1684     | 4 tháng          | Giuliano Belluzzi                                                                                    | Giambattista Fattori                                                                                 |
| 1684     | 10 tháng         | Francesco Loli                                                                                       | Pietro Francini                                                                                      |
| 1685     | 4 tháng          | Ottavio Leonardelli                                                                                  | Melchiorre Martelli                                                                                  |
| 1685     | 10 tháng         | Paolo Antonio Onofri                                                                                 | Ridolfo Zoli                                                                                         |
| 1686     | 4 tháng          | Carlo Loli                                                                                           | Gaspare Calbini                                                                                      |
| 1686     | 10 tháng         | Gio. Antonio Belluzzi                                                                                | Alfonso Tosini                                                                                       |
| 1687     | 4 tháng          | Alessandro Belluzzi                                                                                  | Marc'Antonio Ceccoli                                                                                 |
| 1687     | 10 tháng         | Giuliano Belluzzi                                                                                    | Giambattista Fattori                                                                                 |
| 1688     | 4 tháng          | Innocenzo Bonelli                                                                                    | Francesco Angeli                                                                                     |
| 1688     | 10 tháng         | Francesco Maccioni                                                                                   | Pietro Francini                                                                                      |
| 1689     | 4 tháng          | Francesco Loli                                                                                       | Matteo Martelli                                                                                      |
| 1689     | 10 tháng         | Carlo Loli                                                                                           | Gaspare Calbini                                                                                      |
| 1690     | 4 tháng          | Gio. Antonio Belluzzi                                                                                | Melchiorre Martelli                                                                                  |
| 1690     | 10 tháng         | Ottavio Leonardelli                                                                                  | Lorenzo Giangi                                                                                       |
| 1691     | 4 tháng          | Alfonso Tosini                                                                                       | Baldassarre Tini                                                                                     |
| 1691     | 10 tháng         | Lodovico Manenti Belluzzi                                                                            | Marino Beni                                                                                          |
| 1692     | 4 tháng          | Francesco Maccioni                                                                                   | Gio. Antonio Fattori                                                                                 |
| 1692     | 10 tháng         | Innocenzo Bonelli                                                                                    | Pietro Francini                                                                                      |
| 1693     | 4 tháng          | Francesco Loli                                                                                       | Matteo Martelli                                                                                      |
| 1693     | 10 tháng         | Giuliano Belluzzi                                                                                    | Melchiorre Martelli                                                                                  |
| 1694     | 4 tháng          | Giuseppe Loli                                                                                        | Gaspare Calbini                                                                                      |
| 1694     | 10 tháng         | Bernardino Leonardelli                                                                               | Lorenzo Giangi                                                                                       |
| 1695     | 4 tháng          | Onofrio Onofri                                                                                       | Francesco Angeli                                                                                     |
| 1695     | 10 tháng         | Lodovico Manenti Belluzzi                                                                            | Marc'Antonio Ceccoli                                                                                 |
| 1696     | 4 tháng          | Francesco Maccioni                                                                                   | Gio. Antonio Fattori                                                                                 |
| 1696     | 10 tháng         | Gio. Antonio Belluzzi                                                                                | Ottavio Leonardelli                                                                                  |
| 1697     | 4 tháng          | Giambattista Tosini                                                                                  | Marino Beni                                                                                          |
| 1697     | 10 tháng         | Giuliano Belluzzi                                                                                    | Melchiorre Martelli                                                                                  |
| 1698     | 4 tháng          | Innocenzo Bonelli                                                                                    | Lorenzo Giangi                                                                                       |
| 1698     | 10 tháng         | Onofrio Onofri                                                                                       | Giambattista Ceccoli                                                                                 |
| 1699     | 4 tháng          | Bernardino Leonardelli                                                                               | Pietro Arancini                                                                                      |
| 1699     | 10 tháng         | Francesco Maccioni                                                                                   | Giovanni Antonio Fattori                                                                             |
| 1700     | 4 tháng          | Francesco Loli                                                                                       | Baldassarre Tini                                                                                     |
| 1700     | 10 tháng         | Ottavio Leonardelli                                                                                  | Marino Beni                                                                                          |
| 1701     | 4 tháng          | Alfonso Tosini                                                                                       | Francesco Moracci                                                                                    |
| 1701     | 10 tháng         | Giuliano Belluzzi                                                                                    | Lorenzo Giangi                                                                                       |
| 1702     | 4 tháng          | Giuseppe Loli                                                                                        | Melchiorre Martelli                                                                                  |
| 1702     | 10 tháng         | Giovanni Antonio Belluzzi                                                                            | Gaspare Calbini                                                                                      |
| 1703     | 4 tháng          | Bernardino Leonardelli                                                                               | Giovanni Antonio Fattori                                                                             |
| 1703     | 10 tháng         | Onofrio Onofri                                                                                       | Baldassarre Tini                                                                                     |
| 1704     | 4 tháng          | Ottavio Leonardelli                                                                                  | Pietro Francini                                                                                      |
| 1704     | 10 tháng         | Giambattista Tosini                                                                                  | Tommaso Ceccoli                                                                                      |
| 1705     | 4 tháng          | Gian Giacomo Angeli                                                                                  | Lorenzo Giangi                                                                                       |
| 1705     | 10 tháng         | Giuseppe Loli                                                                                        | Melchiorre Martelli                                                                                  |
| 1706     | 4 tháng          | Giovanni Cionini                                                                                     | Gaspare Calbini                                                                                      |
| 1706     | 10 tháng         | Francesco Maccioni                                                                                   | Giambattista Ceccoli                                                                                 |
| 1707     | 4 tháng          | Onofrio Onofri                                                                                       | Giuseppe Zampini                                                                                     |
| 1707     | 10 tháng         | Federico Gozi                                                                                        | Francesco Moracci                                                                                    |
| 1708     | 4 tháng          | Giuliano Belluzzi                                                                                    | Tommaso Ceccoli                                                                                      |
| 1708     | 10 tháng         | Marino Enea Bonelli                                                                                  | Baldassarre Tini                                                                                     |
| 1709     | 4 tháng          | Gian Giacomo Angeli                                                                                  | Francesco Giangi                                                                                     |
| 1709     | 10 tháng         | Giovanni Antonio Belluzzi                                                                            | Giovanni Antonio Fattori                                                                             |
| 1710     | 4 tháng          | Giovanni Cionini                                                                                     | Melchiorre Martelli                                                                                  |
| 1710     | 10 tháng         | Francesco Maccioni                                                                                   | Pietro Francini                                                                                      |
| 1711     | 4 tháng          | Giuseppe Loli                                                                                        | Girolamo Martelli                                                                                    |
| 1711     | 10 tháng         | Federico Gozi                                                                                        | Giuseppe Zampini                                                                                     |
| 1712     | 4 tháng          | Onofrio Onofri                                                                                       | Giovanni Martelli                                                                                    |
| 1712     | 10 tháng         | Gian Giacomo Angeli                                                                                  | Bartolomeo Bedetti                                                                                   |
| 1713     | 4 tháng          | Giovanni Antonio Belluzzi                                                                            | Giovanni Antonio Fattori                                                                             |
| 1713     | 10 tháng         | Giuliano Belluzzi                                                                                    | Tommaso Ceccoli                                                                                      |
| 1714     | 4 tháng          | Giuseppe Onofri                                                                                      | Lorenzo Giangi                                                                                       |
| 1714     | 10 tháng         | Giuseppe Loli                                                                                        | Pietro Francini                                                                                      |
| 1715     | 4 tháng          | Giovanni Paolo Valloni                                                                               | Giuseppe Zampini                                                                                     |
| 1715     | 10 tháng         | Bernardino Leonardelli                                                                               | Marino Enea Bonelli                                                                                  |
| 1716     | 4 tháng          | Gian Giacomo Angeli                                                                                  | Giovanni Martelli                                                                                    |
| 1716     | 10 tháng         | Francesco Maria Belluzzi                                                                             | Bartolomeo Bedetti                                                                                   |
| 1717     | 4 tháng          | Federico Gozi                                                                                        | Girolamo Martelli                                                                                    |
| 1717     | 10 tháng         | Ottavio Leonardelli                                                                                  | Francesco Giangi                                                                                     |
| 1718     | 4 tháng          | Giuliano Belluzzi                                                                                    | Marino Beni                                                                                          |
| 1718     | 10 tháng         | Tranquillo Manenti Belluzzi                                                                          | Tommaso Ceccoli                                                                                      |
| 1719     | 4 tháng          | Giovanni Paolo Valloni                                                                               | Baldassarre Tini (died in office) Francesco Moracci (replacement)                                    |
| 1719     | 10 tháng         | Gian Giacomo Angeli                                                                                  | Lorenzo Giangi                                                                                       |
| 1720     | 4 tháng          | Benedetto Belluzzi                                                                                   | Giovanni Martelli                                                                                    |
| 1720     | 10 tháng         | Marino Enea Bonelli                                                                                  | Bartolomeo Bedetti                                                                                   |
| 1721     | 4 tháng          | Federico Gozi                                                                                        | Girolamo Martelli                                                                                    |
| 1721     | 10 tháng         | Bernardino Leonardelli                                                                               | Francesco Giangi                                                                                     |
| 1722     | 4 tháng          | Francesco Maria Belluzzi                                                                             | Marino Beni                                                                                          |
| 1722     | 10 tháng         | Valerio Maccioni                                                                                     | Pier Antonio Ugolini                                                                                 |
| 1723     | 4 tháng          | Giuseppe Onofri                                                                                      | Tommaso Ceccoli                                                                                      |
| 1723     | 10 tháng         | Pietro Loli                                                                                          | Giovanni Martelli                                                                                    |
| 1724     | 4 tháng          | Giovanni Paolo Valloni                                                                               | Biagio Antonio Martelli                                                                              |
| 1724     | 10 tháng         | Marino Enea Bonelli                                                                                  | Bartolomeo Bedetti                                                                                   |
| 1725     | 4 tháng          | Gian Giacomo Angeli                                                                                  | Lorenzo Giangi                                                                                       |
| 1725     | 10 tháng         | Federico Gozi                                                                                        | Marino Beni                                                                                          |
| 1726     | 4 tháng          | Tranquillo Manenti Belluzzi                                                                          | Girolamo Martelli                                                                                    |
| 1726     | 10 tháng         | Valerio Maccioni                                                                                     | Pier Antonio Ugolini                                                                                 |
| 1727     | 4 tháng          | Giuseppe Onofri                                                                                      | Tommaso Ceccoli                                                                                      |
| 1727     | 10 tháng         | Gentile Maria Maggio                                                                                 | Giovanni Martelli                                                                                    |
| 1728     | 4 tháng          | Francesco Maria Belluzzi                                                                             | Biagio Antonio Martelli                                                                              |
| 1728     | 10 tháng         | Marino Enea Bonelli                                                                                  | Bernardino Capicchioni                                                                               |
| 1729     | 4 tháng          | Giovanni Paolo Valloni                                                                               | Francesco Giangi                                                                                     |
| 1729     | 10 tháng         | Gian Giacomo Angeli                                                                                  | Giovanni Andrea Beni                                                                                 |
| 1730     | 4 tháng          | Valerio Maccioni                                                                                     | Pier Antonio Ugolini                                                                                 |
| 1730     | 10 tháng         | Tranquillo Manenti Belluzzi                                                                          | Girolamo Martelli                                                                                    |
| 1731     | 4 tháng          | Giuseppe Onofri                                                                                      | Lodovico Anatucci                                                                                    |
| 1731     | 10 tháng         | Giovanni Antonio Leonardelli                                                                         | Bartolomeo Bedetti                                                                                   |
| 1732     | 4 tháng          | Giovanni Benedetto Belluzzi                                                                          | Giovanni Martelli                                                                                    |
| 1732     | 10 tháng         | Valerio Maccioni                                                                                     | Vincenzo Moracci                                                                                     |
| 1733     | 4 tháng          | Francesco Maria Belluzzi                                                                             | Giovanni Maria Giangi                                                                                |
| 1733     | 10 tháng         | Giovanni Paolo Valloni                                                                               | Giovanni Maria Beni                                                                                  |
| 1734     | 4 tháng          | Marino Enea Bonelli                                                                                  | Tommaso Capicchioni                                                                                  |
| 1734     | 10 tháng         | Giuseppe Onofri                                                                                      | Lodovico Anatucci                                                                                    |
| 1735     | 4 tháng          | Tranquillo Manenti Belluzzi                                                                          | Biagio Antonio Martelli                                                                              |
| 1735     | 10 tháng         | Federico Tosini                                                                                      | Pier Antonio Ugolini                                                                                 |
| 1736     | 4 tháng          | Gian Giacomo Angeli                                                                                  | Girolamo Martelli                                                                                    |
| 1736     | 10 tháng         | Francesco Maria Belluzzi                                                                             | Giovanni Maria Giangi                                                                                |
| 1737     | 4 tháng          | Valerio Maccioni                                                                                     | Vincenzo Moracci                                                                                     |
| 1737     | 10 tháng         | Filippo Manenti Belluzzi                                                                             | Giuliano Malpeli                                                                                     |
| 1738     | 4 tháng          | Giuseppe Onofri                                                                                      | Giovanni Maria Beni                                                                                  |
| 1738     | 10 tháng         | Giovanni Antonio Leonardelli                                                                         | Giovanni Martelli                                                                                    |
| 1739     | 4 tháng          | Giovanni Benedetto Belluzzi                                                                          | Biagio Antonio Martelli                                                                              |
| 1739     | 10 tháng         | Gian Giacomo Angeli                                                                                  | Alfonso Giangi                                                                                       |
| 1739     | end Oct.         | Gaspare Fogli, gonfalonier (during Cardinal Giulio Alberoni's invasion)                              | Gaspare Fogli, gonfalonier (during Cardinal Giulio Alberoni's invasion)                              |
| 1740     | Feb. 5           | Marino Enea Bonelli                                                                                  | Alfonso Giangi                                                                                       |
| 1740     | 10 tháng         | Giuseppe Onofri                                                                                      | Vincenzo Moracci                                                                                     |
| 1741     | 4 tháng          | Giovanni Maria Giangi                                                                                | Marino Tini                                                                                          |
| 1741     | 10 tháng         | Lodovico Belluzzi                                                                                    | Pier Antonio Ugolini                                                                                 |
| 1742     | 4 tháng          | Girolamo Gozi                                                                                        | Giovanni Martelli                                                                                    |
| 1742     | 10 tháng         | Biagio Antonio Martelli                                                                              | Domenico Bertoni                                                                                     |
| 1743     | 4 tháng          | Filippo Manenti Belluzzi                                                                             | Filippo Fabbrini                                                                                     |
| 1743     | 10 tháng         | Giacomo Begni                                                                                        | Francesco Antonio Righi                                                                              |
| 1744     | 4 tháng          | Giuseppe Onofri                                                                                      | Alfonso Giangi                                                                                       |
| 1744     | 10 tháng         | Giovanni Maria Giangi                                                                                | Vincenzo Moracci                                                                                     |
| 1745     | 4 tháng          | Giambattista Zampini                                                                                 | Pompeo Zoli                                                                                          |
| 1745     | 10 tháng         | Girolamo Gozi                                                                                        | Tommaso Capicchioni                                                                                  |
| 1746     | 4 tháng          | Lodovico Belluzzi                                                                                    | Marc' Antonio Tassini                                                                                |
| 1746     | 10 tháng         | Filippo Manenti Belluzzi                                                                             | Domenico Bertoni                                                                                     |
| 1747     | 4 tháng          | Giacomo Begni                                                                                        | Ottavio Fazzini                                                                                      |
| 1747     | 10 tháng         | Biagio Antonio Martelli                                                                              | Giovanni Martelli                                                                                    |
| 1748     | 4 tháng          | Giovanni Marino Giangi                                                                               | Francesco Antonio Righi                                                                              |
| 1748     | 10 tháng         | Costantino Bonelli                                                                                   | Pompeo Zoli                                                                                          |
| 1749     | 4 tháng          | Giuseppe Onofri                                                                                      | Vincenzo Moracci                                                                                     |
| 1749     | 10 tháng         | Lodovico Belluzzi                                                                                    | Marc' Antonio Tassini                                                                                |
| 1750     | 4 tháng          | Filippo Manenti Belluzzi                                                                             | Pier Antonio Ugolini                                                                                 |
| 1750     | 10 tháng         | Giovanni Antonio Leonardelli                                                                         | Alfonso Giangi                                                                                       |
| 1751     | 4 tháng          | Aurelio Valloni                                                                                      | Filippo Fabbrini                                                                                     |
| 1751     | 10 tháng         | Giovanni Maria Giangi                                                                                | Marino Tini                                                                                          |
| 1752     | 4 tháng          | Giacomo Begni                                                                                        | Pompeo Zoli                                                                                          |
| 1752     | 10 tháng         | Costantino Bonelli                                                                                   | Giovanni Martelli                                                                                    |
| 1753     | 4 tháng          | Giuseppe Onofri                                                                                      | Giuseppe Franzoni                                                                                    |
| 1753     | 10 tháng         | Filippo Manenti Belluzzi                                                                             | Marc' Antonio Tassini                                                                                |
| 1754     | 4 tháng          | Girolamo Gozi                                                                                        | Vincenzo Moracci                                                                                     |
| 1754     | 10 tháng         | Francesco Maccioni                                                                                   | Ottavio Fazzini                                                                                      |
| 1755     | 4 tháng          | Biagio Antonio Martelli                                                                              | Giuseppe Bertoni                                                                                     |
| 1755     | 10 tháng         | Giacomo Begni                                                                                        | Paolo Tini                                                                                           |
| 1756     | 4 tháng          | Marino Belluzzi                                                                                      | Francesco Casali                                                                                     |
| 1756     | 10 tháng         | Giovanni Beni                                                                                        | Francesco Antonio Righi                                                                              |
| 1757     | 4 tháng          | Giambattista Angeli                                                                                  | Marc' Antonio Tassini                                                                                |
| 1757     | 10 tháng         | Filippo Manenti Belluzzi                                                                             | Antonio Capicchioni                                                                                  |
| 1758     | 4 tháng          | Lodovico Belluzzi                                                                                    | Marino Tini                                                                                          |
| 1758     | 10 tháng         | Giovanni Maria Giangi                                                                                | Giuseppe Franzoni                                                                                    |
| 1759     | 4 tháng          | Giacomo Begni                                                                                        | Pompeo Zoli                                                                                          |
| 1759     | 10 tháng         | Giovanni Antonio Leonardelli                                                                         | Filippo Fazzini                                                                                      |
| 1760     | 4 tháng          | Aurelio Valloni                                                                                      | Francesco Antonio Righi                                                                              |
| 1760     | 10 tháng         | Giambattista Angeli                                                                                  | Giovanni Pietro Martelli                                                                             |
| 1761     | 4 tháng          | Francesco Maccioni                                                                                   | Marino Martelli                                                                                      |
| 1761     | 10 tháng         | Filippo Manenti                                                                                      | Marc' Antonio Tassini                                                                                |
| 1762     | 4 tháng          | Giovanni Maria Giangi                                                                                | Giuseppe Bertoni                                                                                     |
| 1762     | 10 tháng         | Giambattista Zampini                                                                                 | Pompeo Zoli                                                                                          |
| 1763     | 4 tháng          | Giambattista Bonelli                                                                                 | Filippo Fazzini                                                                                      |
| 1763     | 10 tháng         | Girolamo Gozi                                                                                        | Paolo Tini                                                                                           |
| 1764     | 4 tháng          | Giambattista Angeli                                                                                  | Antonio Capicchioni                                                                                  |
| 1764     | 10 tháng         | Giovanni Antonio Leonardelli                                                                         | Marino Martelli                                                                                      |
| 1765     | 4 tháng          | Filippo Manenti                                                                                      | Marc' Antonio Tassini                                                                                |
| 1765     | 10 tháng         | Francesco Begni                                                                                      | Francesco Benedetti                                                                                  |
| 1766     | 4 tháng          | Filippo Belluzzi                                                                                     | Pompeo Zoli                                                                                          |
| 1766     | 10 tháng         | Giuseppe Giannini                                                                                    | Giuseppe Franzoni                                                                                    |
| 1767     | 4 tháng          | Francesco Maccioni                                                                                   | Filippo Fazzini                                                                                      |
| 1767     | 10 tháng         | Giambattista Angeli                                                                                  | Giuseppe Bertoni                                                                                     |
| 1768     | 4 tháng          | Giuliano Gozi                                                                                        | Francesco Casali                                                                                     |
| 1768     | 10 tháng         | Costantino Bonelli                                                                                   | Giovanni Antonio Malpeli                                                                             |
| 1769     | 4 tháng          | Baldassarre Giangi                                                                                   | Marc' Antonio Tassini                                                                                |
| 1769     | 10 tháng         | Filippo Manenti                                                                                      | Francesco Antonio Casali                                                                             |
| 1770     | 4 tháng          | Gaetano Belluzzi                                                                                     | Pompeo Zoli                                                                                          |
| 1770     | 10 tháng         | Giuseppe Giannini                                                                                    | Antonio Capicchioni                                                                                  |
| 1771     | 4 tháng          | Giambattista Angeli                                                                                  | Filippo Fazzini                                                                                      |
| 1771     | 10 tháng         | Giuliano Gozi                                                                                        | Angelo Ortolani                                                                                      |
| 1772     | 4 tháng          | Sebastiano Onofri                                                                                    | Giuseppe Bertoni                                                                                     |
| 1772     | 10 tháng         | Baldassarre Giangi                                                                                   | Francesco di Livio Casali                                                                            |
| 1773     | 4 tháng          | Costantino Bonelli                                                                                   | Giovanni Antonio Malpeli                                                                             |
| 1773     | 10 tháng         | Francesco Manenti                                                                                    | Pompeo Zoli                                                                                          |
| 1774     | 4 tháng          | Gaetano Belluzzi                                                                                     | Antonio Capicchioni                                                                                  |
| 1774     | 10 tháng         | Giuliano Belluzzi                                                                                    | Francesco Antonio Casali                                                                             |
| 1775     | 4 tháng          | Giuliano Gozi                                                                                        | Angelo Ortolani                                                                                      |
| 1775     | 10 tháng         | Giambattista Angeli                                                                                  | Girolamo Paoloni                                                                                     |
| 1776     | 4 tháng          | Giuseppe Giannini                                                                                    | Antimo Meloni                                                                                        |
| 1776     | 10 tháng         | Francesco Onofri                                                                                     | Francesco di Livio Casali                                                                            |
| 1777     | 4 tháng          | Costantino Bonelli                                                                                   | Francesco Moracci                                                                                    |
| 1777     | 10 tháng         | Pier Antonio Leonardelli                                                                             | Giovanni Antonio Malpeli                                                                             |
| 1778     | 4 tháng          | Baldassarre Giangi                                                                                   | Francesco Antonio Casali (died in office) Alessandro Martelli (replacement)                          |
| 1778     | 10 tháng         | Giambattista Bonelli                                                                                 | Pier Francesco Meloni                                                                                |
| 1779     | 4 tháng          | Giuliano Gozi                                                                                        | Angelo Ortolani                                                                                      |
| 1779     | 10 tháng         | Filippo Belluzzi                                                                                     | Pompeo Zoli                                                                                          |
| 1780     | 4 tháng          | Francesco Manenti                                                                                    | Antonio Capicchioni                                                                                  |
| 1780     | 10 tháng         | Costantino Bonelli                                                                                   | Francesco di Livio Casali                                                                            |
| 1781     | 4 tháng          | Pier Antonio Leonardelli                                                                             | Girolamo Paoloni                                                                                     |
| 1781     | 10 tháng         | Baldassarre Giangi                                                                                   | Giovanni Antonio Malpeli                                                                             |
| 1782     | 4 tháng          | Giambattista Bonelli                                                                                 | Antimo Meloni                                                                                        |
| 1782     | 10 tháng         | Giuseppe Giannini                                                                                    | Francesco Malpeli                                                                                    |
| 1783     | 4 tháng          | Francesco Begni                                                                                      | Pompeo Zoli                                                                                          |
| 1783     | 10 tháng         | Giuliano Gozi                                                                                        | Pier Francesco Vita                                                                                  |
| 1784     | 4 tháng          | Giambattista Zampini                                                                                 | Angelo Ortolani                                                                                      |
| 1784     | 10 tháng         | Francesco Manenti                                                                                    | Marino Francesconi                                                                                   |
| 1785     | 4 tháng          | Marino Giangi                                                                                        | Giovanni Antonio Malpeli                                                                             |
| 1785     | 10 tháng         | Pier Antonio Leonardelli                                                                             | Girolamo Paoloni                                                                                     |
| 1786     | 4 tháng          | Giambattista Bonelli                                                                                 | Matteo Martelli                                                                                      |
| 1786     | 10 tháng         | Giuliano Gozi                                                                                        | Francesco Faetani                                                                                    |
| 1787     | 4 tháng          | Giuliano Gozi                                                                                        | Francesco Faetani                                                                                    |
| 1787     | 10 tháng         | Francesco Onofri                                                                                     | Francesco Tini                                                                                       |
| 1788     | 4 tháng          | Giambattista Bonelli                                                                                 | Giovanni Filippi                                                                                     |
| 1788     | 10 tháng         | Francesco Begni                                                                                      | Filippo Fazzini                                                                                      |
| 1789     | 4 tháng          | Giuliano Belluzzi                                                                                    | Silvestro Masi                                                                                       |
| 1789     | 10 tháng         | Marino Giangi                                                                                        | Francesco Belzoppi                                                                                   |
| 1790     | 4 tháng          | Mariano Begni                                                                                        | Matteo Martelli                                                                                      |
| 1790     | 10 tháng         | Filippo Belluzzi                                                                                     | Antonio Capicchioni                                                                                  |
| 1791     | 4 tháng          | Francesco Giannini                                                                                   | Antimo Meloni                                                                                        |
| 1791     | 10 tháng         | Antonio Onofri                                                                                       | Girolamo Paoloni                                                                                     |
| 1792     | 4 tháng          | Giuliano Gozi                                                                                        | Giovanni Filippi                                                                                     |
| 1792     | 10 tháng         | Giambattista Bonelli                                                                                 | Marino Francesconi                                                                                   |
| 1793     | 4 tháng          | Giuliano Belluzzi                                                                                    | Marino Tassini                                                                                       |
| 1793     | 10 tháng         | Marino Giangi                                                                                        | Felice Caroti                                                                                        |
| 1794     | 4 tháng          | Marino Begni                                                                                         | Antonio Capicchioni                                                                                  |
| 1794     | 10 tháng         | Filippo Belluzzi                                                                                     | Pier Vincenzo Giannini                                                                               |
| 1795     | 4 tháng          | Giuseppe Mercuri                                                                                     | Angelo Ortolani                                                                                      |
| 1795     | 10 tháng         | Francesco Giannini                                                                                   | Livio Casali                                                                                         |
| 1796     | 4 tháng          | Giuliano Gozi                                                                                        | Matteo Martelli                                                                                      |
| 1796     | 10 tháng         | Antonio Onofri                                                                                       | Marino Francesconi                                                                                   |
| 1797     | 4 tháng          | Giuliano Belluzzi                                                                                    | Girolamo Paoloni                                                                                     |
| 1797     | 10 tháng         | Annibale Gozi                                                                                        | Antonio Capicchioni                                                                                  |
| 1798     | 4 tháng          | Marino Begni                                                                                         | Alessandro Righi                                                                                     |
| 1798     | 10 tháng         | Marino Giangi                                                                                        | Vincenzo Belzoppi                                                                                    |
| 1799     | 4 tháng          | Francesco Giannini                                                                                   | Pietro Zoli                                                                                          |
| 1799     | 10 tháng         | Camillo Bonelli                                                                                      | Livio Casali                                                                                         |
| 1800     | 4 tháng          | Francesco Faetani                                                                                    | Matteo Martelli                                                                                      |
| 1800     | 10 tháng         | Giuseppe Mercuri                                                                                     | Pier Vincenzo Giannini                                                                               |
| 1801     | 4 tháng          | Giuliano Belluzzi                                                                                    | Marino Bertoni                                                                                       |
| 1801     | 10 tháng         | Mariano Begni                                                                                        | Antonio Capicchioni                                                                                  |
| 1802     | 4 tháng          | Filippo Belluzzi                                                                                     | Marino Tassini                                                                                       |
| 1802     | 10 tháng         | Annibale Gozi                                                                                        | Giovanni Filippi                                                                                     |
| 1803     | 4 tháng          | Camillo Bonelli                                                                                      | Livio Casali                                                                                         |
| 1803     | 10 tháng         | Antonio Onofri                                                                                       | Marino Francesconi                                                                                   |
| 1804     | 4 tháng          | Marino Belluzzi                                                                                      | Matteo Martelli                                                                                      |
| 1804     | 10 tháng         | Francesco Giannini                                                                                   | Giuseppe Righi                                                                                       |
| 1805     | 4 tháng          | Francesco Maria Belluzzi                                                                             | Antonio Capicchioni                                                                                  |
| 1805     | 10 tháng         | Mariano Begni                                                                                        | Giovanni Malpeli                                                                                     |
| 1806     | 4 tháng          | Giuseppe Mercuri                                                                                     | Marino Tassini                                                                                       |
| 1806     | 10 tháng         | Alessandro Righi                                                                                     | Pietro Berti                                                                                         |
| 1807     | 4 tháng          | Antonio Onofri                                                                                       | Marino Francesconi                                                                                   |
| 1807     | 10 tháng         | Camillo Bonelli                                                                                      | Livio Casali                                                                                         |
| 1808     | 4 tháng          | Marino Giangi                                                                                        | Matteo Martelli                                                                                      |
| 1808     | 10 tháng         | Federico Gozi                                                                                        | Pier Antonio Damiani                                                                                 |
| 1809     | 4 tháng          | Francesco Giannini                                                                                   | Vincenzo Belzoppi                                                                                    |
| 1809     | 10 tháng         | Mariano Begni                                                                                        | Giovanni Malpeli                                                                                     |
| 1810     | 4 tháng          | Lodovico Belluzzi                                                                                    | Maria Giuseppe Malpeli                                                                               |
| 1810     | 10 tháng         | Antonio Onofri                                                                                       | Marino Francesconi                                                                                   |
| 1811     | 4 tháng          | Francesco Maria Belluzzi                                                                             | Marino Bertoni                                                                                       |
| 1811     | 10 tháng         | Giuseppe Mercuri                                                                                     | Pier Vincenzo Giannini                                                                               |
| 1812     | 4 tháng          | Camillo Bonelli                                                                                      | Livio Casali                                                                                         |
| 1812     | 10 tháng         | Francesco Giannini                                                                                   | Pietro Zoli                                                                                          |
| 1813     | 4 tháng          | Marino Belluzzi                                                                                      | Pier Antonio Damiani                                                                                 |
| 1813     | 10 tháng         | Mariano Begni                                                                                        | Giovanni Malpeli                                                                                     |
| 1814     | 4 tháng          | Federico Gozi                                                                                        | Andrea Albertini                                                                                     |
| 1814     | 10 tháng         | Lodovico Belluzzi                                                                                    | Maria Giuseppe Malpeli                                                                               |
| 1815     | 4 tháng          | Giuseppe Mercuri                                                                                     | Pier Vincenzo Giannini                                                                               |
| 1815     | 10 tháng         | Francesco Maria Belluzzi                                                                             | Filippo Filippi                                                                                      |
| 1816     | 4 tháng          | Camillo Bonelli                                                                                      | Pietro Berti                                                                                         |
| 1816     | 10 tháng         | Luigi Giannini                                                                                       | Matteo Martelli                                                                                      |
| 1817     | 4 tháng          | Antonio Onofri                                                                                       | Pietro Zoli                                                                                          |
| 1817     | 10 tháng         | Federico Gozi                                                                                        | Vincenzo Belzoppi                                                                                    |
| 1818     | 4 tháng          | Giuliano Malpeli                                                                                     | Livio Casali                                                                                         |
| 1818     | 10 tháng         | Mariano Begni                                                                                        | Giovanni Malpeli                                                                                     |
| 1819     | 4 tháng          | Giuseppe Mercuri                                                                                     | Andrea Albertini                                                                                     |
| 1819     | 10 tháng         | Francesco Maria Belluzzi                                                                             | Filippo Filippi                                                                                      |
| 1820     | 4 tháng          | Luigi Giannini                                                                                       | Matteo Martelli                                                                                      |
| 1820     | 10 tháng         | Camillo Bonelli                                                                                      | Marino Berti                                                                                         |
| 1821     | 4 tháng          | Antonio Onofri                                                                                       | Pier Vincenzo Giannini                                                                               |
| 1821     | 10 tháng         | Giuliano Malpeli                                                                                     | Pietro Berti                                                                                         |
| 1822     | 4 tháng          | Federico Gozi                                                                                        | Francesco Guidi Giangi                                                                               |
| 1822     | 10 tháng         | Mariano Begni                                                                                        | Giovanni Malpeli                                                                                     |
| 1823     | 4 tháng          | Giuseppe Mercuri                                                                                     | Marino Lonfernini                                                                                    |
| 1823     | 10 tháng         | Francesco Maria Belluzzi                                                                             | Filippo Filippi                                                                                      |
| 1824     | 4 tháng          | Lodovico Belluzzi                                                                                    | Vincenzo Braschi                                                                                     |
| 1824     | 10 tháng         | Luigi Giannini                                                                                       | Bartolomeo Bartolotti                                                                                |
| 1825     | 4 tháng          | Raffaele Gozi                                                                                        | Pietro Berti                                                                                         |
| 1825     | 10 tháng         | Camillo Bonelli                                                                                      | Pier Antonio Damiani                                                                                 |
| 1826     | 4 tháng          | Giambattista Onofri                                                                                  | Marino Berti                                                                                         |
| 1826     | 10 tháng         | Giuliano Malpeli                                                                                     | Marino Lonfernini                                                                                    |
| 1827     | 4 tháng          | Mariano Begni                                                                                        | Giovanni Malpeli                                                                                     |
| 1827     | 10 tháng         | Lodovico Belluzzi                                                                                    | Vincenzo Braschi                                                                                     |
| 1828     | 4 tháng          | Francesco Maria Belluzzi                                                                             | Francesco Guidi Giangi                                                                               |
| 1828     | 10 tháng         | Luigi Giannini                                                                                       | Giacomo Antonio Tini                                                                                 |
| 1829     | 4 tháng          | Camillo Bonelli                                                                                      | Pietro Zoli                                                                                          |
| 1829     | 10 tháng         | Giuseppe Mercuri                                                                                     | Filippo Filippi                                                                                      |
| 1830     | 4 tháng          | Giuliano Malpeli                                                                                     | Marino Lonfernini                                                                                    |
| 1830     | 10 tháng         | Giambattista Onofri                                                                                  | Pier Antonio Damiani                                                                                 |
| 1831     | 4 tháng          | Lodovico Belluzzi                                                                                    | Biagio Martelli                                                                                      |
| 1831     | 10 tháng         | Francesco Maria Belluzzi                                                                             | Pier Matteo Berti                                                                                    |
| 1832     | 4 tháng          | Giovanni Benedetto Belluzzi                                                                          | Bartolomeo Bartolotti                                                                                |
| 1832     | 10 tháng         | Mariano Begni                                                                                        | Giovanni Malpeli                                                                                     |
| 1833     | 4 tháng          | Giuseppe Mercuri                                                                                     | Filippo Filippi                                                                                      |
| 1833     | 10 tháng         | Luigi Giannini                                                                                       | Vincenzo Braschi                                                                                     |
| 1834     | 4 tháng          | Lodovico Belluzzi                                                                                    | Francesco Guidi Giangi                                                                               |
| 1834     | 10 tháng         | Giuliano Malpeli                                                                                     | Pietro Tassini                                                                                       |
| 1835     | 4 tháng          | Francesco Maria Belluzzi (died in office) Raffaele Gozi (replacement)                                | Pietro Zoli                                                                                          |
| 1835     | 10 tháng         | Giambattista Bonelli                                                                                 | Bartolomeo Bartolotti                                                                                |
| 1836     | 4 tháng          | Giovanni Benedetto Belluzzi                                                                          | Pier Antonio Damiani                                                                                 |
| 1836     | 10 tháng         | Giuseppe Gozi                                                                                        | Pier Matteo Berti                                                                                    |
| 1837     | 4 tháng          | Filippo Belluzzi                                                                                     | Filippo Filippi                                                                                      |
| 1837     | 10 tháng         | Giuseppe Mercuri                                                                                     | Marc' Antonio Tassini                                                                                |
| 1838     | 4 tháng          | Girolamo Gozi                                                                                        | Francesco Guidi Giangi                                                                               |
| 1838     | 10 tháng         | Mariano Begni                                                                                        | Domenico Maria Belzoppi                                                                              |
| 1839     | 4 tháng          | Giambattista Bonelli                                                                                 | Bartolomeo Bartolotti                                                                                |
| 1839     | 10 tháng         | Giuliano Malpeli                                                                                     | Biagio Martelli                                                                                      |
| 1840     | 4 tháng          | Giovanni Benedetto Belluzzi                                                                          | Pietro Righi                                                                                         |
| 1840     | 10 tháng         | Raffaele Gozi                                                                                        | Pietro Zoli                                                                                          |
| 1841     | 4 tháng          | Filippo Belluzzi                                                                                     | Filippo Filippi                                                                                      |
| 1841     | 10 tháng         | Girolamo Gozi                                                                                        | Francesco Guidi Giangi                                                                               |
| 1842     | 4 tháng          | Domenico Maria Belzoppi                                                                              | Pier Matteo Berti                                                                                    |
| 1842     | 10 tháng         | Giuseppe Gozi                                                                                        | Domenic' Antonio Bartolotti                                                                          |
| 1843     | 4 tháng          | Giuliano Malpeli                                                                                     | Marino Malpeli                                                                                       |
| 1843     | 10 tháng         | Lodovico Belluzzi                                                                                    | Biagio Martelli                                                                                      |
| 1844     | 4 tháng          | Giovanni Benedetto Belluzzi                                                                          | Pietro Righi                                                                                         |
| 1844     | 10 tháng         | Pietro Zoli                                                                                          | Marino Berti                                                                                         |
| 1845     | 4 tháng          | Giambattista Bonelli                                                                                 | Francesco Valli                                                                                      |
| 1845     | 10 tháng         | Domenico Maria Belzoppi                                                                              | Pier Matteo Berti                                                                                    |
| 1846     | 4 tháng          | Filippo Belluzzi                                                                                     | Filippo Filippi                                                                                      |
| 1846     | 10 tháng         | Francesco Guidi Giangi                                                                               | Costanzo Damiani                                                                                     |
| 1847     | 4 tháng          | Girolamo Gozi                                                                                        | Domenic' Antonio Bartolotti                                                                          |
| 1847     | 10 tháng         | Giuliano Malpeli                                                                                     | Biagio Martelli                                                                                      |
| 1848     | 4 tháng          | Giuseppe Gozi                                                                                        | Marino Malpeli                                                                                       |
| 1848     | 10 tháng         | Giovanni Benedetto Belluzzi                                                                          | Pietro Righi                                                                                         |
| 1849     | 4 tháng          | Domenico Maria Belzoppi                                                                              | Pier Matteo Berti                                                                                    |
| 1849     | 10 tháng         | Giambattista Braschi                                                                                 | Marino Lonfernini                                                                                    |
| 1850     | 4 tháng          | Vincenzo Angeli                                                                                      | Costanzo Damiani                                                                                     |
| 1850     | 10 tháng         | Giambattista Bonelli                                                                                 | Marino Berti                                                                                         |
| 1851     | 4 tháng          | Francesco Guidi Giangi                                                                               | Marco Suzzi Valli                                                                                    |
| 1851     | 10 tháng         | Domenic' Antonio Bartolotti                                                                          | Antonio Para                                                                                         |
| 1852     | 4 tháng          | Melchiorre Filippi                                                                                   | Pietro Righi                                                                                         |
| 1852     | 10 tháng         | Filippo Belluzzi                                                                                     | Gaetano Simoncini                                                                                    |
| 1853     | 4 tháng          | Domenico Maria Belzoppi                                                                              | Pier Matteo Berti                                                                                    |
| 1853     | 10 tháng         | Giambattista Braschi                                                                                 | Francesco Valli                                                                                      |
| 1854     | 4 tháng          | Girolamo Gozi                                                                                        | Pietro Ugolini                                                                                       |
| 1854     | 10 tháng         | Francesco Guidi Giangi                                                                               | Pietro Barbieri                                                                                      |
| 1855     | 4 tháng          | Gaetano Belluzzi (represented for most of his term by Filippo Belluzzi)                              | Francesco Rossini                                                                                    |
| 1855     | 10 tháng         | Giovanni Benedetto Belluzzi                                                                          | Marino Masi                                                                                          |
| 1856     | 4 tháng          | Giuseppe Filippi                                                                                     | Pietro Righi                                                                                         |
| 1856     | 10 tháng         | Melchiorre Filippi                                                                                   | Gaetano Simoncini                                                                                    |
| 1857     | 4 tháng          | Innocenzo Bonelli                                                                                    | Domenico Fattori                                                                                     |
| 1857     | 10 tháng         | Settimio Belluzzi                                                                                    | Giacomo Berti                                                                                        |
| 1858     | 4 tháng          | Francesco Guidi Giangi                                                                               | Marino Malpeli                                                                                       |
| 1858     | 10 tháng         | Filippo Belluzzi                                                                                     | Pasquale Marcucci                                                                                    |
| 1859     | 4 tháng          | Giuliano Belluzzi                                                                                    | Michele Ceccoli                                                                                      |
| 1859     | 10 tháng         | Palamede Malpeli                                                                                     | Pier Matteo Berti                                                                                    |
| 1860     | 4 tháng          | Giuseppe Filippi                                                                                     | Pietro Righi                                                                                         |
| 1860     | 10 tháng         | Gaetano Belluzzi                                                                                     | Costanzo Damiani                                                                                     |
| 1861     | 4 tháng          | Settimio Belluzzi                                                                                    | Giacomo Berti                                                                                        |
| 1861     | 10 tháng         | Melchiorre Filippi                                                                                   | Domenico Fattori                                                                                     |
| 1862     | 4 tháng          | Innocenzo Bonelli                                                                                    | Gaetano Simoncini                                                                                    |
| 1862     | 10 tháng         | Francesco Guidi Giangi                                                                               | Pietro Tonnini                                                                                       |
| 1863     | 4 tháng          | Giuliano Belluzzi                                                                                    | Michele Ceccoli                                                                                      |
| 1863     | 10 tháng         | Giuseppe Filippi                                                                                     | Francesco Casali                                                                                     |
| 1864     | 4 tháng          | Gaetano Belluzzi                                                                                     | Pietro Righi                                                                                         |
| 1864     | 10 tháng         | Palamede Malpeli                                                                                     | Pasquale Marcucci                                                                                    |
| 1865     | 4 tháng          | Settimio Belluzzi                                                                                    | Giacomo Berti                                                                                        |
| 1865     | 10 tháng         | Filippo Belluzzi                                                                                     | Silvestro Masi                                                                                       |
| 1866     | 4 tháng          | Innocenzo Bonelli                                                                                    | Michele Vita                                                                                         |
| 1866     | 10 tháng         | Melchiorre Filippi                                                                                   | Domenico Fattori                                                                                     |
| 1867     | 4 tháng          | Giuliano Belluzzi                                                                                    | Michele Ceccoli                                                                                      |
| 1867     | 10 tháng         | Gaetano Simoncini                                                                                    | Pietro Righi                                                                                         |
| 1868     | 4 tháng          | Palamede Malpeli                                                                                     | Giuseppe Vagnini                                                                                     |
| 1868     | 10 tháng         | Pietro Tonnini                                                                                       | Sante Lonfernini                                                                                     |
| 1869     | 4 tháng          | Filippo Belluzzi                                                                                     | Francesco Malpeli                                                                                    |
| 1869     | 10 tháng         | Settimio Belluzzi                                                                                    | Giacomo Berti                                                                                        |
| 1870     | 4 tháng          | Innocenzo Bonelli                                                                                    | Ortollero Grazia                                                                                     |
| 1870     | 10 tháng         | Melchiorre Filippi                                                                                   | Domenico Fattori                                                                                     |
| 1871     | 4 tháng          | Gaetano Simoncini                                                                                    | Pietro Ugolini                                                                                       |
| 1871     | 10 tháng         | Palamede Malpeli                                                                                     | Luigi Pasquali                                                                                       |
| 1872     | 4 tháng          | Giuliano Belluzzi                                                                                    | Pietro Berti                                                                                         |
| 1872     | 10 tháng         | Federico Gozi                                                                                        | Francesco Malpeli                                                                                    |
| 1873     | 4 tháng          | Settimio Belluzzi                                                                                    | Francesco Marcucci                                                                                   |
| 1873     | 10 tháng         | Giuseppe Filippi                                                                                     | Marino Fattori                                                                                       |
| 1874     | 4 tháng          | Filippo Belluzzi                                                                                     | Marino Babboni                                                                                       |
| 1874     | 10 tháng         | Gaetano Simoncini                                                                                    | Domenico Fattori                                                                                     |
| 1875     | 4 tháng          | Palamede Malpeli                                                                                     | Luigi Pasquali                                                                                       |
| 1875     | 10 tháng         | Pietro Tonnini                                                                                       | Giuseppe Giacomini                                                                                   |
| 1876     | 4 tháng          | Gaetano Belluzzi                                                                                     | Sante Lonfernini                                                                                     |
| 1876     | 10 tháng         | Settimio Belluzzi                                                                                    | Michele Ceccoli                                                                                      |
| 1877     | 4 tháng          | Innocenzo Bonelli                                                                                    | Andrea Barbieri                                                                                      |
| 1877     | 10 tháng         | Giuliano Belluzzi                                                                                    | Pietro Ugolini                                                                                       |
| 1878     | 4 tháng          | Domenico Fattori                                                                                     | Marino Babboni                                                                                       |
| 1878     | 10 tháng         | Camillo Bonelli                                                                                      | Pietro Berti                                                                                         |
| 1879     | 4 tháng          | Gaetano Simoncini                                                                                    | Marino Nicolini                                                                                      |
| 1879     | 10 tháng         | Federico Gozi                                                                                        | Francesco Malpeli                                                                                    |
| 1880     | 4 tháng          | Luigi Pasquali                                                                                       | Giuseppe Giacomini                                                                                   |
| 1880     | 10 tháng         | Settimio Belluzzi                                                                                    | Pasquale Busignani                                                                                   |
| 1881     | 4 tháng          | Antonio Belluzzi                                                                                     | Marino Martelli                                                                                      |
| 1881     | 10 tháng         | Domenico Fattori                                                                                     | Teodoro Ceccoli                                                                                      |
| 1882     | 4 tháng          | Marino Fattori                                                                                       | Francesco Marcucci                                                                                   |
| 1882     | 10 tháng         | Giuliano Belluzzi                                                                                    | Michele Ceccoli                                                                                      |
| 1883     | 4 tháng          | Pietro Tonnini                                                                                       | Sante Lonfernini                                                                                     |
| 1883     | 10 tháng         | Pietro Filippi                                                                                       | Pietro Berti                                                                                         |
| 1884     | 4 tháng          | Settimio Belluzzi                                                                                    | Francesco Malpeli                                                                                    |
| 1884     | 10 tháng         | Federico Gozi                                                                                        | Antonio Righi                                                                                        |
| 1885     | 4 tháng          | Luigi Pasquali                                                                                       | Pasquale Busignani                                                                                   |
| 1885     | 10 tháng         | Antonio Michetti                                                                                     | Marino Nicolini                                                                                      |
| 1886     | 4 tháng          | Domenico Fattori                                                                                     | Teodoro Ceccoli                                                                                      |
| 1886     | 10 tháng         | Gaetano Simoncini                                                                                    | Pietro Ugolini                                                                                       |
| 1887     | 4 tháng          | Marino Fattori                                                                                       | Settimio Lonfernini                                                                                  |
| 1887     | 10 tháng         | Pietro Filippi                                                                                       | Federico Martelli                                                                                    |
| 1888     | 4 tháng          | Settimio Belluzzi                                                                                    | Marino Marcucci                                                                                      |
| 1888     | 10 tháng         | Federico Gozi                                                                                        | Antonio Righi                                                                                        |
| 1889     | 4 tháng          | Menetto Bonelli                                                                                      | Marino Babboni                                                                                       |
| 1889     | 10 tháng         | Domenico Fattori                                                                                     | Marino Nicolini                                                                                      |
| 1890     | 4 tháng          | Pietro Tonnini                                                                                       | Francesco Marcucci                                                                                   |
| 1890     | 10 tháng         | Giuliano Belluzzi                                                                                    | Pietro Ugolini                                                                                       |
| 1891     | 4 tháng          | Pietro Filippi                                                                                       | Federico Martelli                                                                                    |
| 1891     | 10 tháng         | Antonio Michetti                                                                                     | Pasquale Busignani                                                                                   |
| 1892     | 4 tháng          | Federico Gozi                                                                                        | Silvestro Vita                                                                                       |
| 1892     | 10 tháng         | Gemino Gozi                                                                                          | Giacomo Marcucci                                                                                     |
| 1893     | 4 tháng          | Menetto Bonelli                                                                                      | Marino Babboni                                                                                       |
| 1893     | 10 tháng         | Marino Fattori                                                                                       | Pietro Francini                                                                                      |
| 1894     | 4 tháng          | Pietro Tonnini (died August 22) Giuliano Belluzzi (replacement)                                      | Francesco Marcucci                                                                                   |
| 1894     | 10 tháng         | Settimio Belluzzi                                                                                    | Marino Borbiconi                                                                                     |
| 1895     | 4 tháng          | Domenico Fattori                                                                                     | Antonio Righi                                                                                        |
| 1895     | 10 tháng         | Federico Gozi                                                                                        | Vincenzo Mularoni                                                                                    |
| 1896     | 4 tháng          | Giovanni Bonelli                                                                                     | Settimio Lonfernini                                                                                  |
| 1896     | 10 tháng         | Menetto Bonelli                                                                                      | Marino Babboni                                                                                       |
| 1897     | 4 tháng          | Luigi Tonnini                                                                                        | Teodoro Ceccoli                                                                                      |
| 1897     | 10 tháng         | Antonio Belluzzi                                                                                     | Pasquale Busignani                                                                                   |
| 1898     | 4 tháng          | Pietro Filippi                                                                                       | Onofrio Fattori                                                                                      |
| 1898     | 10 tháng         | Marino Borbiconi                                                                                     | Francesco Marcucci                                                                                   |
| 1899     | 4 tháng          | Gemino Gozi                                                                                          | Giacomo Marcucci                                                                                     |
| 1899     | 10 tháng         | Federico Gozi                                                                                        | Silvestro Vita                                                                                       |
| 1900     | 4 tháng          | Domenico Fattori                                                                                     | Antonio Righi                                                                                        |
| 10 tháng | Giovanni Bonelli | Pietro Ugolini                                                                                       | |
| 1901     | 4 tháng          | Luigi Tonnini                                                                                        | Marino Nicolini                                                                                      |
| 1901     | 10 tháng         | Antonio Bellucci                                                                                     | Pasquale Busignani                                                                                   |
| 1902     | 4 tháng          | Onofrio Fattori                                                                                      | Egidio Ceccoli                                                                                       |
| 1902     | 10 tháng         | Gemino Gozi                                                                                          | Giacomo Marcucci                                                                                     |
| 1903     | 4 tháng          | Federico Gozi                                                                                        | Nullo Balducci                                                                                       |
| 1903     | 10 tháng         | Marino Borbiconi                                                                                     | Francesco Marcucci                                                                                   |
| 1904     | 4 tháng          | Menetto Bonelli                                                                                      | Vincenzo Mularoni                                                                                    |
| 1904     | 10 tháng         | Luigi Tonnini                                                                                        | Gustavo Babboni                                                                                      |
| 1905     | 4 tháng          | Antonio Bellucci                                                                                     | Pasquale Busignani                                                                                   |
| 1905     | 10 tháng         | Onofrio Fattori                                                                                      | Piermatteo Carattoni                                                                                 |
| 1906     | 4 tháng          | Giovanni Belluzzi                                                                                    | Pietro Francini                                                                                      |
| 1906     | 10 tháng         | Alfredo Reffi                                                                                        | Giovanni Arzilli                                                                                     |
| 1907     | 4 tháng          | Ciro Belluzzi                                                                                        | Francesco Pasquali                                                                                   |
| 1907     | 10 tháng         | Giuseppe Angeli                                                                                      | Francesco Valli                                                                                      |
| 1908     | 4 tháng          | Menetto Bonelli                                                                                      | Gustavo Babboni                                                                                      |
| 1908     | 10 tháng         | Olinto Amati                                                                                         | Raffaele Michetti                                                                                    |
| 1909     | 4 tháng          | Luigi Tonnini                                                                                        | Domenico Suzzi Valli                                                                                 |
| 1909     | 10 tháng         | Marino Borbiconi                                                                                     | Giacomo Marcucci                                                                                     |
| 1910     | 4 tháng          | Alfredo Reffi                                                                                        | Giovanni Arzilli                                                                                     |
| 1910     | 10 tháng         | Giovanni Belluzzi                                                                                    | Luigi Lonfernini                                                                                     |
| 1911     | 4 tháng          | Moro Morri                                                                                           | Cesare Stacchini                                                                                     |
| 1911     | 10 tháng         | Onofrio Fattori                                                                                      | Angelo Manzoni Borghesi                                                                              |
| 1912     | 4 tháng          | Gustavo Babboni                                                                                      | Francesco Pasquali                                                                                   |
| 1912     | 10 tháng         | Menetto Bonelli                                                                                      | Vincenzo Marcucci                                                                                    |
| 1913     | 4 tháng          | Giuseppe Angeli                                                                                      | Ignazio Grazia                                                                                       |
| 1913     | 10 tháng         | Cirro Belluzzi                                                                                       | Domenico Suzzi Valli                                                                                 |
| 1914     | 4 tháng          | Domenico Fattori                                                                                     | Ferruccio Martelli                                                                                   |
| 1914     | 10 tháng         | Olinto Amati                                                                                         | Cesare Stacchini                                                                                     |
| 1915     | 4 tháng          | Moro Morri                                                                                           | Antonio Burgagni                                                                                     |
| 1915     | 10 tháng         | Alfredo Reffi                                                                                        | Luigi Lonfernini                                                                                     |
| 1916     | 4 tháng          | Onofrio Fattori                                                                                      | Ciro Francini                                                                                        |
| 1916     | 10 tháng         | Gustavo Babboni                                                                                      | Giovanni Arzilli                                                                                     |
| 1917     | 4 tháng          | Egisto Morri                                                                                         | Vincenzo Marcucci                                                                                    |
| 1917     | 10 tháng         | Angelo Manzoni Borghesi                                                                              | Giuseppe Balducci                                                                                    |
| 1918     | 4 tháng          | Ferruccio Martelli                                                                                   | Ermenegildo Mularoni                                                                                 |
| 1918     | 10 tháng         | Protogene Belloni                                                                                    | Francesco Morri                                                                                      |
| 1919     | 4 tháng          | Domenico Vicini                                                                                      | Pietro Suzzi Valli                                                                                   |
| 1919     | 10 tháng         | Moro Morri                                                                                           | Francesco Pasquali                                                                                   |
| 1920     | 4 tháng          | Marino Rossi                                                                                         | Ciro Francini                                                                                        |
| 1920     | Dec. 5           | Carlo Balsimelli                                                                                     | Simone Michelotti                                                                                    |
| 1921     | 4 tháng          | Marino Della Balda                                                                                   | Vincenzo Francini                                                                                    |
| 1921     | 10 tháng         | Egisto Morri                                                                                         | Giuseppe Lanci                                                                                       |
| 1922     | 4 tháng          | Eugenio Reffi                                                                                        | Giovanni Arzilli                                                                                     |
| 1922     | 10 tháng         | Onofrio Fattori                                                                                      | Giuseppe Balducci                                                                                    |
| 1923     | 4 tháng          | Giuliano Gozi                                                                                        | Filippo Mularoni                                                                                     |
| 1923     | 10 tháng         | Marino Borbiconi                                                                                     | Mario Michetti                                                                                       |
| 1924     | 4 tháng          | Angelo Manzoni Borghesi                                                                              | Francesco Mularoni                                                                                   |
| 1924     | 10 tháng         | Francesco Morri                                                                                      | Girolamo Gozi                                                                                        |
| 1925     | 4 tháng          | Marino Fattori                                                                                       | Augusto Mularoni                                                                                     |
| 1925     | 10 tháng         | Valerio Pasquali                                                                                     | Marco Marcucci                                                                                       |
| 1926     | 4 tháng          | Manlio Gozi                                                                                          | Giuseppe Mularoni                                                                                    |
| 1926     | 10 tháng         | Giuliano Gozi                                                                                        | Ruggero Morri                                                                                        |
| 1927     | 4 tháng          | Gino Gozi                                                                                            | Marino Morri                                                                                         |
| 1927     | 10 tháng         | Marino Rossi                                                                                         | Nelson Burgagni                                                                                      |
| 1928     | 4 tháng          | Domenico Suzzi Valli                                                                                 | Francesco Pasquali                                                                                   |
| 1928     | 10 tháng         | Francesco Morri                                                                                      | Melchiorre Filippi                                                                                   |
| 1929     | 4 tháng          | Girolamo Gozi                                                                                        | Filippo Mularoni                                                                                     |
| 1929     | 10 tháng         | Ezio Balducci                                                                                        | Aldo Busignani                                                                                       |
| 1930     | 4 tháng          | Manlio Gozi                                                                                          | Marino Lonfernini (died September 10) Turiddu Foschi (since September 16)                            |
| 1930     | 10 tháng         | Valerio Pasquali                                                                                     | Gino Ceccoli                                                                                         |
| 1931     | 4 tháng          | Angelo Manzoni Borghesi                                                                              | Francesco Mularoni                                                                                   |
| 1931     | 10 tháng         | Domenico Suzzi Valli                                                                                 | Marino Morri                                                                                         |
| 1932     | 4 tháng          | Giuliano Gozi                                                                                        | Pompeo Righi                                                                                         |
| 1932     | 10 tháng         | Gino Gozi                                                                                            | Ruggero Morri                                                                                        |
| 1933     | 4 tháng          | Francesco Morri                                                                                      | Settimio Belluzzi                                                                                    |
| 1933     | 10 tháng         | Carlo Balsimelli                                                                                     | Melchiorre Filippi                                                                                   |
| 1934     | 4 tháng          | Marino Rossi                                                                                         | Giovanni Lonfernini                                                                                  |
| 1934     | 10 tháng         | Angelo Manzoni Borghesi                                                                              | Marino Michelotti                                                                                    |
| 1935     | 4 tháng          | Federico Gozi                                                                                        | Salvatore Foschi                                                                                     |
| 1935     | 10 tháng         | Pompeo Righi                                                                                         | Marino Morri                                                                                         |
| 1936     | 4 tháng          | Gino Gozi                                                                                            | Ruggero Morri                                                                                        |
| 1936     | 10 tháng         | Francesco Morri                                                                                      | Gino Ceccoli                                                                                         |
| 1937     | 4 tháng          | Giuliano Gozi                                                                                        | Settimio Belluzzi                                                                                    |
| 1937     | 10 tháng         | Marino Rossi                                                                                         | Giovanni Lonfernini                                                                                  |
| 1938     | 4 tháng          | Manlio Gozi                                                                                          | Luigi Mularoni                                                                                       |
| 1938     | 10 tháng         | Carlo Balsimelli                                                                                     | Celio Gozi                                                                                           |
| 1939     | 4 tháng          | Pompeo Righi                                                                                         | Marino Morri                                                                                         |
| 1939     | 10 tháng         | Marino Michelotti                                                                                    | Orlando Reffi                                                                                        |
| 1940     | 4 tháng          | Angelo Manzoni Borghesi                                                                              | Filippo Mularoni                                                                                     |
| 1940     | 10 tháng         | Federico Gozi                                                                                        | Salvatore Foschi                                                                                     |
| 1941     | 4 tháng          | Gino Gozi                                                                                            | Secondo Menicucci                                                                                    |
| 1941     | 10 tháng         | Giuliano Gozi                                                                                        | Giovanni Lonfernini                                                                                  |
| 1942     | 4 tháng          | Settimio Belluzzi                                                                                    | Celio Gozi                                                                                           |
| 1942     | 10 tháng         | Carlo Balsimelli                                                                                     | Renato Martelli                                                                                      |
| 1943     | 4 tháng          | Marino Michelotti                                                                                    | Bartolomeo Manzoni Borghesi                                                                          |
| 1943     | 10 tháng         | Marino Della Balda                                                                                   | Sante Lonfernini                                                                                     |
| 1944     | 4 tháng          | Francesco Balsimelli                                                                                 | Sanzio Valentini                                                                                     |
| 1944     | 10 tháng         | Teodoro Lonfernini                                                                                   | Leonida Suzzi Valli                                                                                  |
| 1945     | 4 tháng          | Alvaro Casali                                                                                        | Vittorio Valentini                                                                                   |
| 1945     | 10 tháng         | Ferruccio Martelli                                                                                   | Secondo Fiorini                                                                                      |
| 1946     | 4 tháng          | Giuseppe Forcellini                                                                                  | Vincenzo Pedini                                                                                      |
| 1946     | 10 tháng         | Filippo Martelli                                                                                     | Luigi Montironi                                                                                      |
| 1947     | 4 tháng          | Marino Della Balda                                                                                   | Luigi Zafferani                                                                                      |
| 1947     | 10 tháng         | Domenico Forcellini                                                                                  | Mariano Ceccoli                                                                                      |
| 1948     | 4 tháng          | Arnaldo Para                                                                                         | Giuseppe Renzi                                                                                       |
| 1948     | 10 tháng         | Giordano Giacomini                                                                                   | Domenico Tomassoni                                                                                   |
| 1949     | 4 tháng          | Ferruccio Martelli                                                                                   | Primo Bugli                                                                                          |
| 1949     | 10 tháng         | Vincenzo Pedini                                                                                      | Agostino Biordi                                                                                      |
| 1950     | 4 tháng          | Giuseppe Forcellini                                                                                  | Primo Taddei                                                                                         |
| 1950     | 10 tháng         | Marino Della Balda                                                                                   | Luigi Montironi                                                                                      |
| 1951     | 4 tháng          | Alvaro Casali                                                                                        | Romolo Giacomini                                                                                     |
| 1951     | 10 tháng         | Domenico Forcellini                                                                                  | Giovanni Terenzi                                                                                     |
| 1952     | 4 tháng          | Domenico Morganti                                                                                    | Mariano Ceccoli                                                                                      |
| 1952     | 10 tháng         | Arnaldo Para                                                                                         | Eugenio Bernardini                                                                                   |
| 1953     | 4 tháng          | Vincenzo Pedini                                                                                      | Alberto Reffi                                                                                        |
| 1953     | 10 tháng         | Giordano Giacomini                                                                                   | Giuseppe Renzi                                                                                       |
| 1954     | 4 tháng          | Giuseppe Forcellini                                                                                  | Secondo Fiorini                                                                                      |
| 1954     | 10 tháng         | Agostino Giacomini                                                                                   | Luigi Montironi                                                                                      |
| 1955     | 4 tháng          | Domenico Forcellini                                                                                  | Vittorio Meloni                                                                                      |
| 1955     | 10 tháng         | Primo Bugli                                                                                          | Giuseppe Maiani                                                                                      |
| 1956     | 4 tháng          | Mario Nanni                                                                                          | Enrico Andreoli                                                                                      |
| 1956     | 10 tháng         | Mariano Ceccoli                                                                                      | Eugenio Bernardini                                                                                   |
| 1957     | 4 tháng          | Giordano Giacomini                                                                                   | Primo Marani                                                                                         |
| 1957     | Oct. 10          | Provisional Government: Federico Bigi, Alvaro Casali, Pietro Giancecchi, Zaccaria Giovanni Savoretti | Provisional Government: Federico Bigi, Alvaro Casali, Pietro Giancecchi, Zaccaria Giovanni Savoretti |
| 1957     | Oct. 27          | Marino Valdes Franciosi                                                                              | Federico Micheloni                                                                                   |
| 1958     | 4 tháng          | Zaccaria Giovanni Savoretti                                                                          | Stelio Montironi                                                                                     |
| 1958     | 10 tháng         | Domenico Forcellini                                                                                  | Pietro Reffi                                                                                         |
| 1959     | 4 tháng          | Marino Benedetto Belluzzi                                                                            | Agostino Biordi                                                                                      |
| 1959     | 10 tháng         | Giuseppe Forcellini                                                                                  | Ferruccio Piva                                                                                       |
| 1960     | 4 tháng          | Alvaro Casali                                                                                        | Gino Vannucci                                                                                        |
| 1960     | 10 tháng         | Eugenio Reffi                                                                                        | Pietro Giancecchi                                                                                    |
| 1961     | 4 tháng          | Federico Micheloni                                                                                   | Giancarlo Ghironzi                                                                                   |
| 1961     | 10 tháng         | Giovanni Vito Marcucci                                                                               | Pio Galassi                                                                                          |
| 1962     | 4 tháng          | Domenico Forcellini                                                                                  | Francesco Valli                                                                                      |
| 1962     | 10 tháng         | Antonio Maria Morganti                                                                               | Agostino Biordi                                                                                      |
| 1963     | 4 tháng          | Leonida Suzzi Valli                                                                                  | Stelio Montironi                                                                                     |
| 1963     | 10 tháng         | Giovan Luigi Franciosi                                                                               | Domenico Bollini                                                                                     |
| 1964     | 4 tháng          | Marino Benedetto Belluzzi                                                                            | Eusebio Reffi                                                                                        |
| 1964     | 10 tháng         | Giuseppe Micheloni                                                                                   | Pier Marino Mularoni                                                                                 |
| 1965     | 4 tháng          | Ferruccio Piva                                                                                       | Federico Carattoni                                                                                   |
| 1965     | 10 tháng         | Alvaro Casali                                                                                        | Pietro Reffi                                                                                         |
| 1966     | 4 tháng          | Francesco Valli                                                                                      | Emilio Della Balda                                                                                   |
| 1966     | 10 tháng         | Giovanni Vito Marcucci                                                                               | Francesco Maria Francini                                                                             |
| 1967     | 4 tháng          | Vittorio Rossini                                                                                     | Alberto Lonfernini                                                                                   |
| 1967     | 10 tháng         | Domenico Forcellini                                                                                  | Romano Michelotti                                                                                    |
| 1968     | 4 tháng          | Marino Benedetto Belluzzi                                                                            | Dante Rossi                                                                                          |
| 1968     | 10 tháng         | Pietro Giancecchi                                                                                    | Aldo Zavoli                                                                                          |
| 1969     | 4 tháng          | Ferruccio Piva                                                                                       | Stelio Montironi                                                                                     |
| 1969     | 10 tháng         | Alvaro Casali                                                                                        | Giancarlo Ghironzi                                                                                   |
| 1970     | 4 tháng          | Francesco Valli                                                                                      | Eusebio Reffi                                                                                        |
| 1970     | 10 tháng         | Simone Rossini                                                                                       | Giuseppe Lonfernini                                                                                  |
| 1971     | 4 tháng          | Luigi Lonfernini                                                                                     | Attilio Montanari                                                                                    |
| 1971     | 10 tháng         | Federico Carattoni                                                                                   | Marino Vagnetti                                                                                      |
| 1972     | 4 tháng          | Marino Benedetto Belluzzi                                                                            | Giuseppe Micheloni                                                                                   |
| 1972     | 10 tháng         | Rosolino Martelli                                                                                    | Bruno Casali                                                                                         |
| 1973     | 4 tháng          | Francesco Maria Francini                                                                             | Primo Bugli                                                                                          |
| 1973     | 10 tháng         | Antonio Lazzaro Volpinari                                                                            | Giovan Luigi Franciosi                                                                               |
| 1974     | 4 tháng          | Ferruccio Piva                                                                                       | Giordano Bruno Reffi                                                                                 |
| 1974     | 10 tháng         | Francesco Valli                                                                                      | Enrico Andreoli                                                                                      |
| 1975     | 4 tháng          | Alberto Cecchetti                                                                                    | Michele Righi                                                                                        |
| 1975     | 10 tháng         | Giovanni Vito Marcucci                                                                               | Giuseppe Della Balda                                                                                 |
| 1976     | 4 tháng          | Clelio Galassi                                                                                       | Marino Venturini                                                                                     |
| 1976     | 10 tháng         | Primo Bugli                                                                                          | Virgilio Cardelli                                                                                    |
| 1977     | 4 tháng          | Alberto Lonfernini                                                                                   | Antonio Lazzaro Volpinari                                                                            |
| 1977     | 10 tháng         | Giordano Bruno Reffi                                                                                 | Tito Masi                                                                                            |
| 1978     | 4 tháng          | Francesco Valli                                                                                      | Enrico Andreoli                                                                                      |
| 1978     | 10 tháng         | Ermenegildo Gasperoni                                                                                | Adriano Reffi                                                                                        |
| 1979     | 4 tháng          | Marino Bollini                                                                                       | Lino Celli                                                                                           |
| 1979     | 10 tháng         | Giuseppe Amici                                                                                       | Germano De Biagi                                                                                     |
| 1980     | 4 tháng          | Pietro Chiaruzzi                                                                                     | Primo Marani                                                                                         |
| 1980     | 10 tháng         | Giancarlo Berardi                                                                                    | Rossano Zafferani                                                                                    |
| 1981     | 4 tháng          | Gastone Pasolini                                                                                     | Maria Lea Pedini-Angelini                                                                            |
| 1981     | 10 tháng         | Mario Rossi                                                                                          | Ubaldo Biordi                                                                                        |
| 1982     | 4 tháng          | Giuseppe Maiani                                                                                      | Marino Venturini                                                                                     |
| 1982     | 10 tháng         | Libero Barulli                                                                                       | Maurizio Gobbi                                                                                       |
| 1983     | 4 tháng          | Adriano Reffi                                                                                        | Massimo Roberto Rossini                                                                              |
| 1983     | 10 tháng         | Renzo Renzi                                                                                          | Germano De Biagi                                                                                     |
| 1984     | 4 tháng          | Gloriana Ranocchini                                                                                  | Giorgio Crescentini                                                                                  |
| 1984     | 10 tháng         | Marino Bollini                                                                                       | Giuseppe Amici                                                                                       |
| 1985     | 4 tháng          | Enzo Colombini                                                                                       | Severiano Tura                                                                                       |
| 1985     | 10 tháng         | Pier Paolo Gasperoni                                                                                 | Ubaldo Biordi                                                                                        |
| 1986     | 4 tháng          | Marino Venturini                                                                                     | Ariosto Maiani                                                                                       |
| 1986     | 10 tháng         | Giuseppe Arzilli                                                                                     | Maurizio Tomassoni                                                                                   |
| 1987     | 4 tháng          | Renzo Renzi                                                                                          | Carlo Franciosi                                                                                      |
| 1987     | 10 tháng         | Rossano Zafferani                                                                                    | Gianfranco Terenzi                                                                                   |
| 1988     | 4 tháng          | Umberto Barulli                                                                                      | Rosolino Martelli                                                                                    |
| 1988     | 10 tháng         | Luciano Cardelli                                                                                     | Reves Salvatori                                                                                      |
| 1989     | 4 tháng          | Mauro Fiorini                                                                                        | Marino Vagnetti                                                                                      |
| 1989     | 10 tháng         | Gloriana Ranocchini                                                                                  | Leo Achilli                                                                                          |
| 1990     | 4 tháng          | Adalmiro Bartolini                                                                                   | Ottaviano Rossi                                                                                      |
| 1990     | 10 tháng         | Cesare Gasperoni                                                                                     | Roberto Bucci                                                                                        |
| 1991     | 4 tháng          | Domenico Bernardini                                                                                  | Claudio Podeschi                                                                                     |
| 1991     | 10 tháng         | Edda Ceccoli                                                                                         | Marino Riccardi                                                                                      |
| 1992     | 4 tháng          | Germano De Biagi                                                                                     | Ernesto Benedettini                                                                                  |
| 1992     | 10 tháng         | Romeo Morri                                                                                          | Marino Zanotti                                                                                       |
| 1993     | 4 tháng          | Patrizia Busignani                                                                                   | Salvatore Tonelli                                                                                    |
| 1993     | 10 tháng         | Gian Luigi Berti                                                                                     | Paride Andreoli                                                                                      |
| 1994     | 4 tháng          | Alberto Cecchetti                                                                                    | Fausto Mularoni                                                                                      |
| 1994     | 10 tháng         | Renzo Ghiotti                                                                                        | Luciano Ciavatta                                                                                     |
| 1995     | 4 tháng          | Marino Bollini                                                                                       | Settimio Lonfernini                                                                                  |
| 1995     | 10 tháng         | Pier Natalino Mularoni                                                                               | Marino Venturini                                                                                     |
| 1996     | 4 tháng          | Pier Paolo Gasperoni                                                                                 | Pietro Bugli                                                                                         |
| 1996     | 10 tháng         | Maurizio Rattini                                                                                     | Giancarlo Venturini                                                                                  |
| 1997     | 4 tháng          | Paride Andreoli                                                                                      | Pier Marino Mularoni                                                                                 |
| 1997     | 10 tháng         | Luigi Mazza                                                                                          | Marino Zanotti                                                                                       |
| 1998     | 4 tháng          | Alberto Cecchetti                                                                                    | Loris Francini                                                                                       |
| 1998     | 10 tháng         | Pietro Berti                                                                                         | Paolo Bollini                                                                                        |
| 1999     | 4 tháng          | Antonello Bacciocchi                                                                                 | Rosa Zafferani                                                                                       |
| 1999     | 10 tháng         | Marino Bollini                                                                                       | Giuseppe Arzilli                                                                                     |
| 2000     | 4 tháng          | Maria Domenica Michelotti                                                                            | Gian Marco Marcucci                                                                                  |
| 2000     | 10 tháng         | Gianfranco Terenzi                                                                                   | Enzo Colombini                                                                                       |
| 2001     | 4 tháng          | Luigi Lonfernini                                                                                     | Fabio Berardi                                                                                        |
| 2001     | 10 tháng         | Alberto Cecchetti                                                                                    | Gino Giovagnoli                                                                                      |
| 2002     | 4 tháng          | Antonio Lazzaro Volpinari                                                                            | Giovanni Francesco Ugolini                                                                           |
| 2002     | 10 tháng         | Mauro Chiaruzzi                                                                                      | Giuseppe Maria Morganti                                                                              |
| 2003     | 4 tháng          | Pier Marino Menicucci                                                                                | Giovanni Giannoni                                                                                    |
| 2003     | 10 tháng         | Giovanni Lonfernini                                                                                  | Valeria Ciavatta                                                                                     |
| 2004     | 4 tháng          | Paolo Bollini                                                                                        | Marino Riccardi                                                                                      |
| 2004     | 10 tháng         | Giuseppe Arzilli                                                                                     | Roberto Raschi                                                                                       |
| 2005     | 4 tháng          | Fausta Morganti                                                                                      | Cesare Gasperoni                                                                                     |
| 2005     | 10 tháng         | Claudio Muccioli                                                                                     | Antonello Bacciocchi                                                                                 |
| 2006     | 4 tháng          | Gianfranco Terenzi                                                                                   | Loris Francini                                                                                       |
| 2006     | 10 tháng         | Antonio Carattoni                                                                                    | Roberto Giorgetti                                                                                    |
| 2007     | 4 tháng          | Alessandro Mancini                                                                                   | Alessandro Rossi                                                                                     |
| 2007     | 10 tháng         | Mirko Tomassoni                                                                                      | Alberto Selva                                                                                        |
| 2008     | 4 tháng          | Rosa Zafferani                                                                                       | Federico Pedini Amati                                                                                |
| 2008     | 10 tháng         | Ernesto Benedettini                                                                                  | Assunta Meloni                                                                                       |
| 2009     | 4 tháng          | Oscar Mina                                                                                           | Massimo Cenci                                                                                        |
| 2009     | 10 tháng         | Stefano Palmieri                                                                                     | Francesco Mussoni                                                                                    |
| 2010     | 4 tháng          | Marco Conti                                                                                          | Glauco Sansovini                                                                                     |
| 2010     | 10 tháng         | Giovanni Francesco Ugolini                                                                           | Andrea Zafferani                                                                                     |
| 2011     | 4 tháng          | Maria Luisa Berti                                                                                    | Filippo Tamagnini                                                                                    |
| 2011     | 10 tháng         | Gabriele Gatti                                                                                       | Matteo Fiorini                                                                                       |
| 2012     | 4 tháng          | Italo Righi                                                                                          | Maurizio Rattini                                                                                     |
| 2012     | 10 tháng         | Teodoro Lonfernini                                                                                   | Denise Bronzetti                                                                                     |
| 2013     | 4 tháng          | Antonella Mularoni                                                                                   | Denis Amici                                                                                          |
| 2013     | 10 tháng         | Gian Carlo Capicchioni                                                                               | Anna Maria Muccioli                                                                                  |
| 2014     | 4 tháng          | Valeria Ciavatta                                                                                     | Luca Beccari                                                                                         |
| 2014     | 10 tháng         | Gianfranco Terenzi                                                                                   | Guerrino Zanotti                                                                                     |
| 2015     | 4 tháng          | Andrea Belluzzi                                                                                      | Roberto Venturini                                                                                    |
| 2015     | 10 tháng         | Lorella Stefanelli                                                                                   | Nicola Renzi                                                                                         |
| 2016     | 4 tháng          | Massimo Andrea Ugolini                                                                               | Gian Nicola Berti                                                                                    |
| 2016     | 10 tháng         | Marino Riccardi                                                                                      | Fabio Berardi                                                                                        |
| 2017     | 4 tháng          | Mimma Zavoli                                                                                         | Vanessa D'Ambrosio                                                                                   |
| 2017     | 10 tháng         | Enrico Carattoni                                                                                     | Matteo Fiorini                                                                                       |
| 2018     | 4 tháng          | Stefano Palmieri                                                                                     | Matteo Ciacci                                                                                        |
| 2018     | 10 tháng         | Mirko Tomassoni                                                                                      | Luca Santolini                                                                                       |
| 2019     | 4 tháng          | Nicola Selva                                                                                         | Michele Muratori                                                                                     |
| 2019     | 10 tháng         | Luca Boschi                                                                                          | Mariella Mularoni                                                                                    |
| 2020     | 4 tháng          | Alessandro Mancini                                                                                   | Grazia Zafferani                                                                                     |
| 2020     | 10 tháng         | Alessandro Cardelli                                                                                  | Mirko Dolcini                                                                                        |
| 2021     | 4 tháng          | Gian Carlo Venturini                                                                                 | Marco Nicolini                                                                                       |
| 2021     | 10 tháng         | Francesco Mussoni                                                                                    | Giacomo Simoncini                                                                                    |
| 2022     | 4 tháng          | Oscar Mina                                                                                           | Paolo Rondelli                                                                                       |
| 2022     | 10 tháng         | Maria Luisa Berti                                                                                    | Manuel Ciavatta                                                                                      |
| 2023     | 4 tháng          | Alessandro Scarano                                                                                   | Adele Tonnini                                                                                        |
| 2023     | 10 tháng         | Filippo Tamagnini                                                                                    | Gaetano Troina                                                                                       |
| 2024     | 4 tháng          | Alessandro Rossi                                                                                     | Milena Gasperoni                                                                                     |
| 2024     | 10 tháng         | Francesca Civerchia                                                                                  | Dalibor Riccardi                                                                                     |
| 2025     | 4 tháng          | Denise Bronzetti                                                                                     | Italo Righi                                                                                          |
| 2025     | 10 tháng         | | |